# Tram van Bremen
De tram van Bremen is het belangrijkste vervoersmiddel in het openbaar vervoer van de Duitse stad Bremen. Samen met de S-Bahn vormt het tramnet het ruggengraat van het openbaar vervoer in Bremen. Het normaalsporige net met een lengte van 121 kilometer wordt door de Bremer Straßenbahn AG geëxploiteerd. De eerste elektrische trams reden al in 1892. Na een periode van stagnatie werd het netwerk sinds 1998 geleidelijk uitgebreid. Enkele gedeelten zijn op lightrail-niveau gebracht met onder meer viaducten, vooral op de lijnen naar Osterholz, Arsten en Huchting. Deze snelle tramlijnen worden ook wel semimetro-lijnen genoemd.  

## Netwerk
Het stadsgebied wordt, behalve Bremen-Nord, in zijn langgerekte vorm langs de Wezer evenals enkele wijken ten noorden en ten zuiden van de binnenstad door de tram ontsloten. Sinds eind jaren '90 wordt ook geleidelijk andere wijken en voorsteden buiten de binnenstad door de tram bediend. Centrale knooppunten zijn het Hauptbahnhof, de kruising Am Brill en de Domsheide.
De lijnen die eindigen op een "S" (1S, 4S) zijn snellijnen, die weinig haltes aandoen en daardoor sneller van een eindhalte naar andere of de binnenstad rijden. Voor de invoering van matrixdisplays werden de lijnen met een rood lijnnummer aangegeven.
Lijnen die beginnen met een "N" (N1, N4, N10) zijn nachtlijnen die dagelijks vanaf ongeveer 23:30 uur rijden en enkele daglijnen op hetzelfde traject overnemen. De overige daglijnen rijden 's nachts niet, bovendien is voor de nachtlijnen een toeslag verschuldigd.
De tram van Bremen rijdt met eenrichtingstrams waardoor er bij de eindhaltes keerlussen noodzakelijk zijn.
Het tramnetwerk van Bremen bestaat uit 8 normale tramlijnen en 2 sneltramlijnen:
| Lijn | Traject                                                                |
| ---- | ---------------------------------------------------------------------- |
| 1    | Huchting − Am Brill − Hauptbahnhof − Mahndorf                          |
| 1S   | Osterholz − Kirchbachstraße                                            |
| 2    | Gröpelingen − Am Brill − Domsheide − Sebaldsbrück                      |
| 3    | Gröpelingen − Am Brill − Domsheide − Weserwehr                         |
| 4    | Arsten − Domsheide − Hauptbahnhof − Borgfeld − Lilienthal − Falkenberg |
| 4S   | Falkenberg − Lilienthal − Borgfeld − Kirchbachstraße                   |
| 5    | Gröpelingen − Überseestadt − Bürgerweide                               |
| 6    | Flughafen − Domsheide − Hauptbahnhof − Riensberg − Universität         |
| 8    | Huchting − Domsheide − Hauptbahnhof − Kulenkampffallee                 |
| 10   | Gröpelingen − Hauptbahnhof − Sebaldsbrück                              |

## Geschiedenis van de lijnvoering

### Paardentrams
De eerste paardentramlijn tussen Bremen (Herdentor) en de Vahrster Brücke werd door de "Bremer Pferdebahn" na zes weken bouwtijd op 4 juni 1876 geopend en in 1877 naar Horn verlengd.
Op 3 november 1879 werd door de concurrerende onderneming "Große Bremer Pferdebahn" de tweede paardentramlijn van Hastedt naar Walle geopend, die in hoofdlijnen tegenwoordig als lijn 2 bestaat. Op 5 augustus 1880 kwam de lijn van Markt naar Buntentor daarbij, voor het eerst werd de Wezer overstoken en in 1881 de "Ringbahn" Nordstraße - Markt - Am Dobben - Bahnhof - Kaiserstraße (Bgm.-Smidt-Str.). In de volgende jaren werd de lijn van Herdentor in de stad naar Börse (1883) en van Buntentor naar Arsterdamm (1884) verlengd. In 1888 werd een nieuwe lijn in de Freihafen en een jaar later verder naar Hohentor geopend.

### Elektrificering

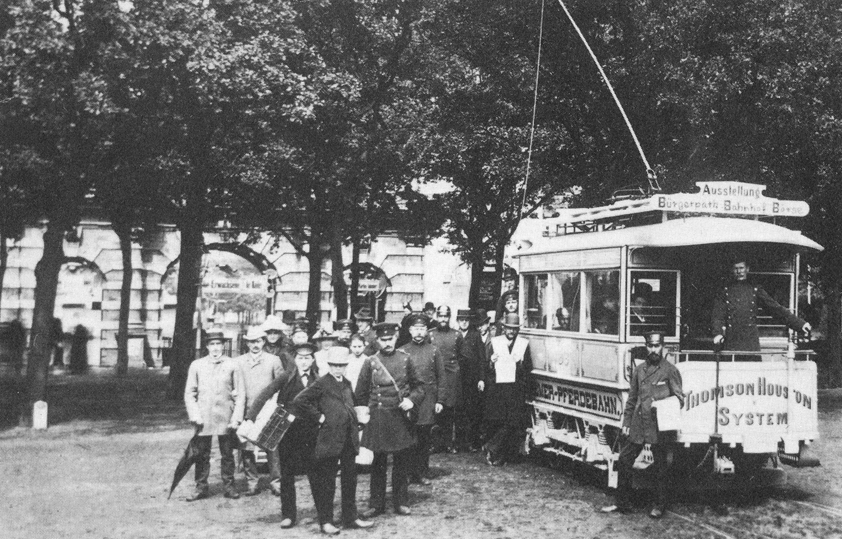
De eerste elektrische tram van Bremen in 1890

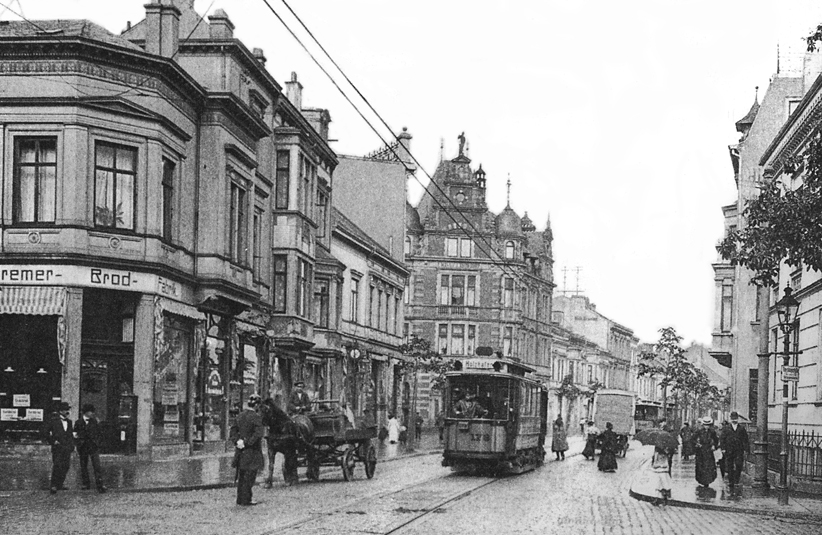
Tram in de Vor dem Steintor rond 1900

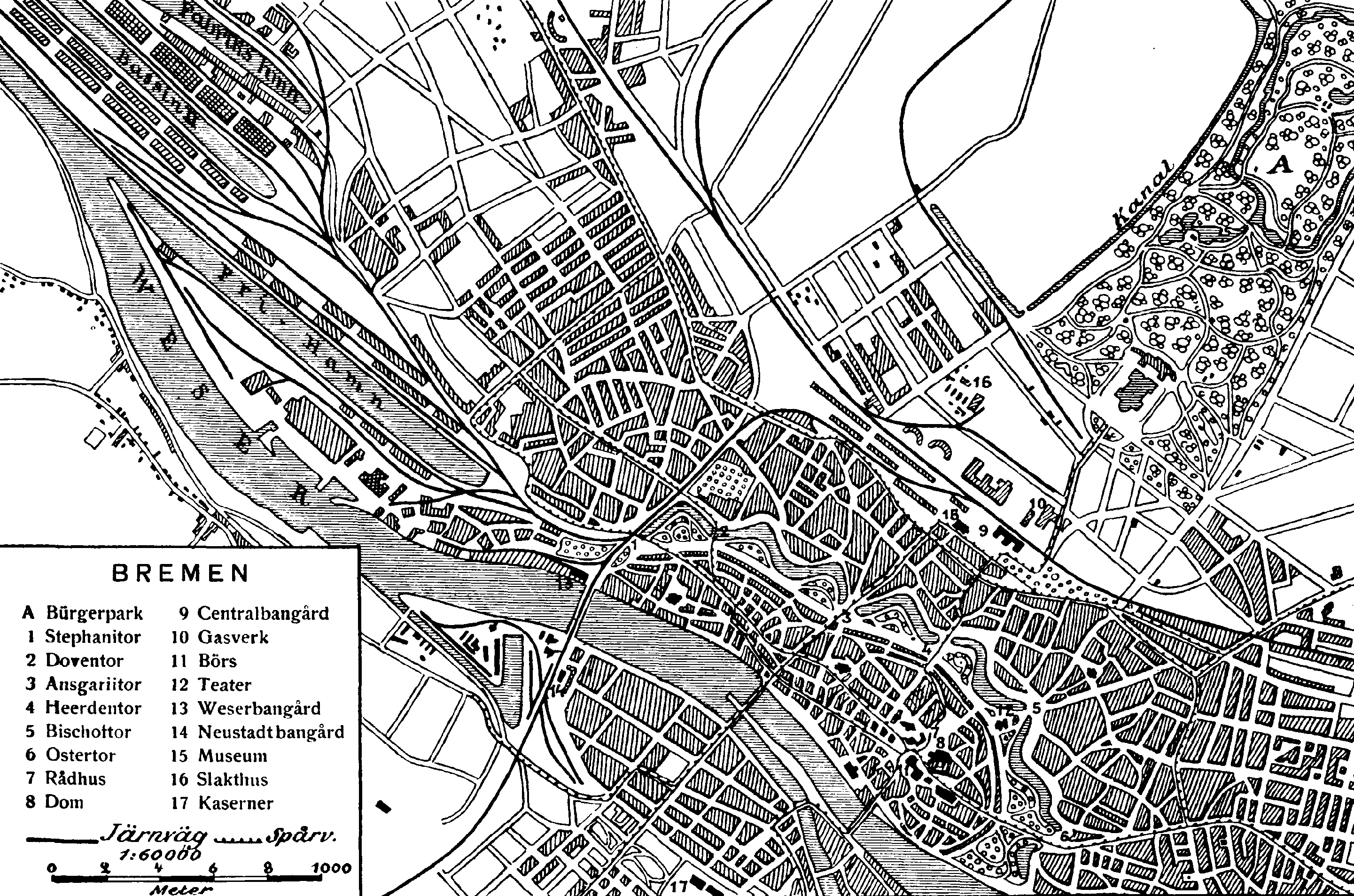
Alt- en Neustadt met de tramlijnen begin twintigste eeuw

In 1890 werd naar aanleiding van de Nordwestdeutschen Gewerbe- und Industrieaussteullung in het Bremer Bürgerpark de lijn van Börse tot het beursterrein door de Bremer Pferdebahn in samenwerking met Thomson-Houston Electric Company uit Boston als experiment geëlektrificeerd. Voor het eerst in Duitsland werd de stroomafnemer ondersteund en zat deze niet vast aan de bovenleiding. De installatie werd na de beurs in overeenkomst met de concessie afgebouwd. Het systeem was zeer goed bevallen dat de "Bremer Pferdebahn" zich in 1891 hernoemde naar "Bremer Straßenbahn" en vanaf 1 mei 1892 elektrisch reed op de lijn Börse - Horn. Alleen de lijn in de Freihafen werd tot 1909 met paarden geëxploiteerd en toen stilgelegd.
In 1899 fuseerde de "Bremer Straßenbahn" met de "Große Bremer Pferdebahn" en bleef "Bremer Straßebahn" heetten. In 1900 werd ook alle lijnen die door de fusie erbij kwamen geëlektrificeerd. De laatste overgebleven paardentramlijn in Bremen was de korte verbinding van Hastedter Heerstraße naar Sebaldsbrücker Heerstraße. Hier werd een spoorlijn gelijkvloers gekruist, waardoor er geen bovenleiding mogelijk was. Elektrische exploitatie was er pas in 1913, nadat de spoorlijn werd verhoogd en de tramlijn er onderdoor kon. Echter is het niet precies bekend of de paardentram hier tot 1911 of tot 1913 reed. Hierna reed er geen paardentram in Bremen meer.

### 1900 tot 1939
Voornamelijk van 1901 tot 1903 werd het netwerk snel uitgebreid. Er ontstond een ringlijn en lijnen naar Woltmershausen, Gröpelingen en Burg. In 1908 volgde de invoering van lijnnummers 1 tot en met 8, wat de oriëntering voor reizigers vergemakkelijkte. Met de nieuwe lijn 9 van Hemmstraße naar St.-Jürgen-Straße kreeg in 1913 ook Findorff een aansluiting op het tramnetwerk.
De Eerste Wereldoorlog remde de uitbreiding van het netwerk. Maar al in 1919 werd de nieuwe lijn 10 Hauptbahnhof - Elisabethstraße en in 1920 de nieuwe lijn tot Osterholzer Friedhof in gebruik genomen.
In Bremen-West werd in 1924 lijn 3 tot AG Weser (tegenwoordig: halte Use Akschen) verlengd en in 1926 werd lijn 11 van AG Weser naar Norddeutschen Hütte (tegenwoordig: Hüttenstraße) geopend. Zo nu en dan waren er doorgaande ritten van lijn 11 naar de binnenstad. In 1926 werd onderhoudsbedrijf Gröpelingen geopend, sindsdien het westelijke eindpunt voor lijn 2 en vanaf 1945 voor lijn 3 en vanaf 1975 ook voor lijn 10. In het jaar 1927 werd lijn 10 eerst naar Waller Bahnhof verlengd.
In 1926 werd ook het onderhoudsbedrijf Sebaldsbrück geopend, die lijn 2 vanaf de Esmarchstraße (station Sebaldsbrück) tot het depot verlengde en lijn 12 werd dienovereenkomstig verkort. In het zelfde jaar nog werd lijn 12 vanaf haar oostelijke einde over de Osterholzer Heerstraße tot de Osterholzer Landstraße verlengd.
In Findorff werd in 1927 de tramlijn, die sinds 1890 (en ook tegenwoordig weer) bij het Bürgerpark eindigde, door de Eickedorfer Straße tot de Hemmstraße verlengd. Daarmee was Finndorf door twee lijnen ontsloten en kon er een ringlijn ingericht worden. Lijn 9 was de eerste lijn die opgeheven werd, het lijnnummer werd hierna niet meer gebruikt. Het traject werd door verschillende andere lijnen overgenomen. Het oostelijke deel ging naar lijn 10, die de lijn nog steeds tussen Hauptbahnhof en Steintor gebruikt. De nieuw opgerichte lijnen 15 en 16 versterkte tot 1927 de exploitatie in Neustadt.
In 1933 bereikte lijn 7 in Woltmershausen haar grootste lengte: de lijn werd tot de Bakeweg in Rablinghausen verlengd. Dit was al het vijfde eindpunt van deze lijn na Hohentor (1889), Rose-Mühle (1901, nu Zwischenahner Straße), Deichschart (1903, nu Dötlinger Straße) en Stromer Straße (1909).
In 1936 werd lijn 10 vanaf de Städtischen Krankenanstalten door de Bismarckstraße tot de Friedrich-Karl-Straße verlengd.
In 1938 werd de busremise in Horn gebouwd, het depot werd in 1968 gesloopt.
In 1939 werd de nieuwe Stephanibrücke ingewijd. Daardoor kon een nieuwe lijn vanaf de Pappelstraße over de Hohentorsheerstraße en de nieuwe brug tot in Bremen-West (Emder Straße) ingericht worden. Deze werd door lijn 15 in gebruik genomen.

### Lijnennet 1939
Begin juli 1939 bestond het netwerk uit de volgende lijnen:
- 1: Ringlijn, Utbremen - Stephanitor - Brill - Markt - Sielwall - Am Dommen - Bahnhof - Breitenweg - Utbremen
- 2: Gröpelingen - Brill - Markt - Sebaldsbrück
- 3: AG Weser - Brill - Markt - Hohwisch
- 4: Horn - Bahnhof - Markt - Arsterdamm
- 5: Flughafen - Markt - Bahnhof - Hemmstraße
- 6: Volkanstraße - Brill - Bahnhof - Hemmstraße
- 7: Hartwigstraße - Bahnhof - Markt - Rablinghausen[10]
- 8: Gröpelingen - Burg
- 10: Friedrich-Karl-Straße - Bismarckstraße - St.-Jürgen-Straße - Steintor - Bahnhof - Waller Bahnhof[11]
- 11: AG Weser - Norddeutsche Hütte
- 12: Sebaldsbrück - Osterholz[9]
- 15: Hemmstraße - Bahnhof - Markt - Pappelstraße - Stephanibrücke - Emder Straße[12]
- 16: Gastfeldstraße - Brill - Bahnhof - Wachmannstraße

### Tweede Wereldoorlog
Al op 5 augustus 1939 moest de BSAG vrouwelijke medewerkers in dienst nemen, doordat het mannelijke personeel door het NSDAP-regime massaal werd opgeroepen voor de oorlogsvoorbereidingen.
In het begin van de oorlog waren er nog twee lijnen die verlengd werden: in november 1939 lijn 3 tot de Weserwehr (waar het tegenwoordig eindigt) en in juni 1940 werd lijn 5 bij Flughafen vanaf de Hünefeldstraße tot de Focke-Wulf-Werken aan de Neuenlander Straße verlengd (in 1945 stilgelegd). Beide ontsloten toen de locaties van grote wapenfabrieken.
In de Tweede Wereldoorlog raakten de sporen, bovenleiding, gebouwen en materieel zwaar beschadigd. Ter vervanging van het verloren materieel werden onder meer geroofde trams van de Rotterdamse RET ingezet. De ringlijn moest in 1942 worden stilgelegd. Op 22 april 1945 werd de gehele tramexploitatie stilgelegd. Bij het einde van de oorlog waren nog 10% van het materieel bedrijfswaardig en 80% van de bovenleiding was beschadigd. Na de oorlog keerden in 1946 20 Rotterdamse trams ernstig beschadigd terug.
Voor duizenden dwangarbeid(st)ers, die in Bremen tijdens de oorlog aan het werk in de fabrieken werden gezet, werd een deel met de tram van de barakken naar de fabrieken getransporteerd. Dit was georganiseerd door de Bremense Kamer van Koophandel.

### Naoorlogse periode
Op 13 juni 1945 konden de eerste trams al weer rijden. Doordat alle bruggen over de Wezer beschadigd waren, was er tot juni 1947 een tweedelig netwerk. De tramverbinding over de Stephanibrücke (lijn 15) werd later niet meer in gebruik genomen, ook de korte verlenging van lijn 10 door de Bismarckstraße kwam niet meer in bedrijf. Overigens werd het netwerk van voor de oorlog hersteld. De nieuwe hoofdwerkplaats aan de Flughafendamm kwam in 1959 gereed. Het nieuwe hoofdknooppunt werd in 1965 van Markt naar Domsheide verlegd.

### Stilgelegde lijnen van 1949 tot 1972

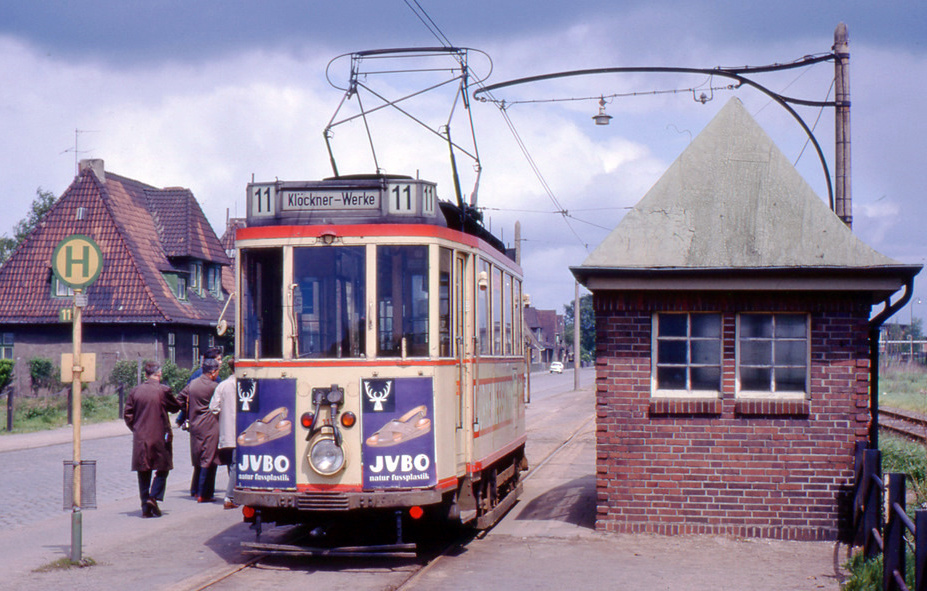
De eindhalte van lijn 11, Klöckner-Werke. De lijn werd in 1970 stilgelegd. (1963)

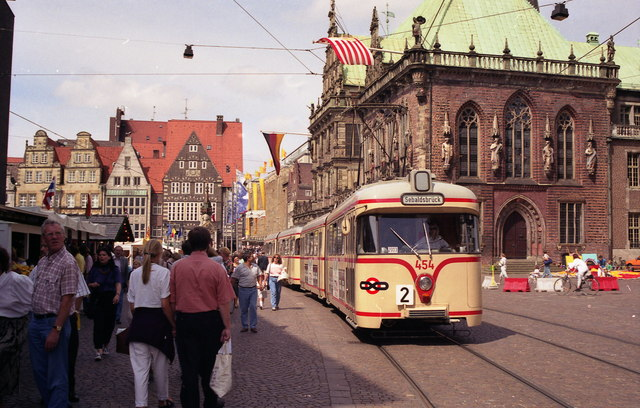
Hansa GT4 bij Domshof (1991)

In Bremen werd er na de oorlog enkele lijnen stilgelegd:
- Lijn 8 (vanaf 1949 vervangen door trolleybus; vanaf 1961 dieselbus): Gröpelingen (Depot) - Burg/Apotheke. De Amerikaanse bezetter verbood de exploitatie op deze lijn, omdat zij deze als een hindernis zagen voor de verkeersbewegingen die zij maakten.
- Lijn 12 (1952): Sebaldsbrück - Osterholzer Friedhof
- Lijn 10 (1963): Trajectdeel door de St.-Jürgen-Straße
- Lijn 5 (1964): Station Bremen-Neustadt - Hemmstraße
- Lijn 7 (1965): Rablinghausen - Hemmstraße
- Lijn 6 (1965/1967): In 1967 kregen de voormalige lijnen 15 en 16 het lijnnummer van de opgeheven lijn 5 en 6. Het traject in de Pappelstraße bleef tot 2001 als diensttraject beschikbaar.
- Lijn 11 (1970): Gröpelingen (Depot) - Norddeutschen Hütte (Klöckner-Werke), de lijn was grotendeels enkelsporig.
- Lijn 4 (1972): Horn - Domshof; het trajectdeel Kirchbachstraße - Arsterdamm was al in 1967 door de nieuwe lijn 1 overgenomen. Een nieuwe lijn 4 werd in 1998 op het traject Horn-Lehe - Arsten geopend.

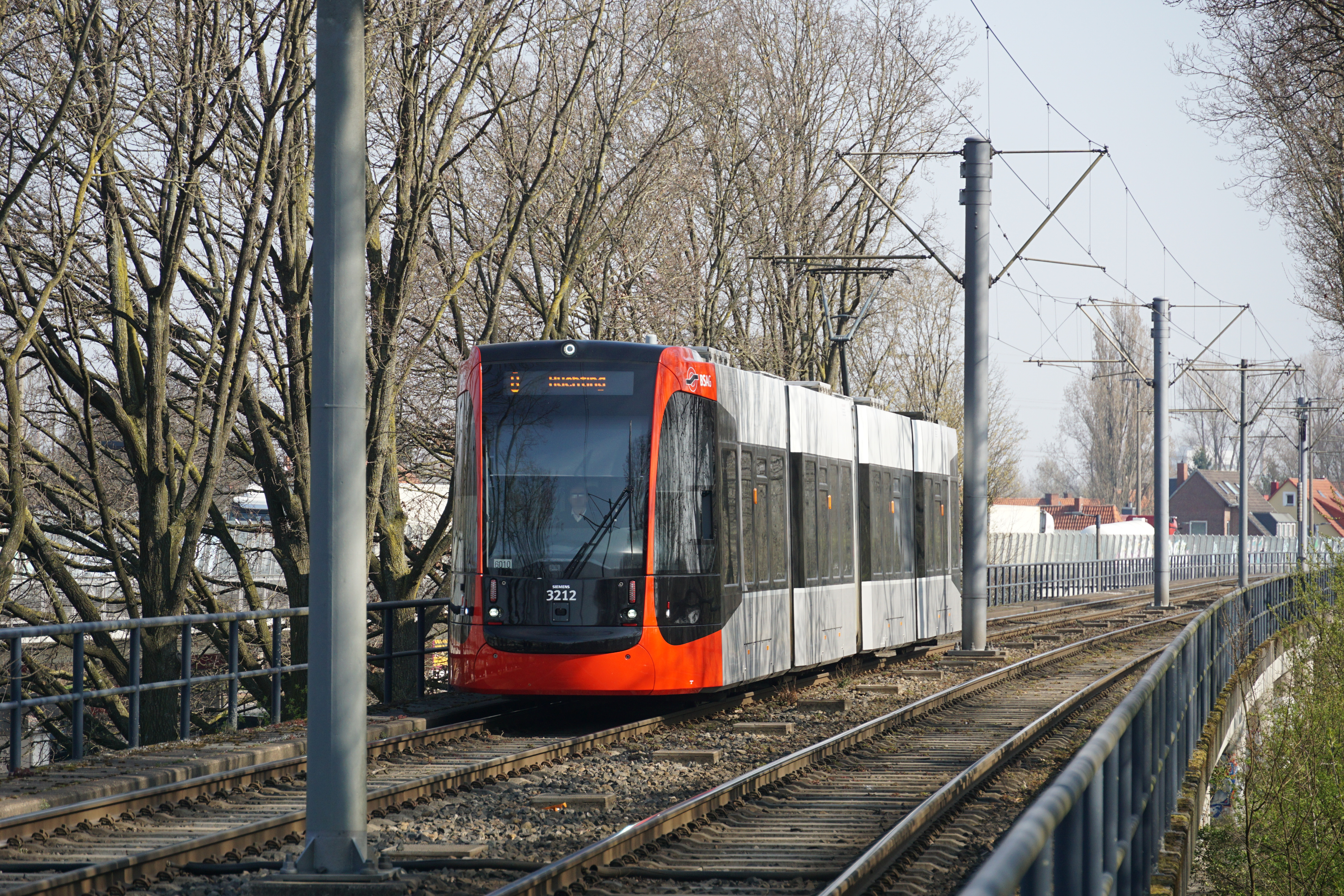
Tram op een viaduct richting Huchting.

### Netwerkuitbreidingen van 1949 tot 1998
Tegenover de afsluitingen stonden ook een aantal nieuwe openingen:
- Lijn 3 tot Gröpelingen 1949
- Lijn 16 tot Grolland in 1955, vanaf 1976 (lijn 6) tot Huchting
- Lijn 6 tot Gastfeldstraße in 1955 (al in 1967 weer stilgelegd)
- Lijn 16 tot Riensberg in 1959
- Lijn 15 tot Kulenkampffallee in 1960
- Lijn 10 tot Georg-Bitter-Straße en tot Waller Friedhof in 1963, tot Sebaldsbrück en Gröpelingen in 1975. Het traject door de Georg-Bitter-Straße en de keerlus bij de Waller Friedhof bleef als diensttraject behouden.
- Lijn 1 nieuw tussen Arsterdamm en Blockdiek in 1967, vanaf 1968 vanaf Blockdiek verder tot Osterholz, vanaf 1973 vanaf Asterdamm tot Arsten.

In de 22 jaar van 1976 tot 1998 bleef het netwerk en de lijnvoering van de tram praktisch onveranderd. De enige relevante maatregel was in 1987 de nieuwbouw van de sporen in de Violenstraße waarbij de oude route over de Domshof werd opgeheven.

### 1998 tot 2013

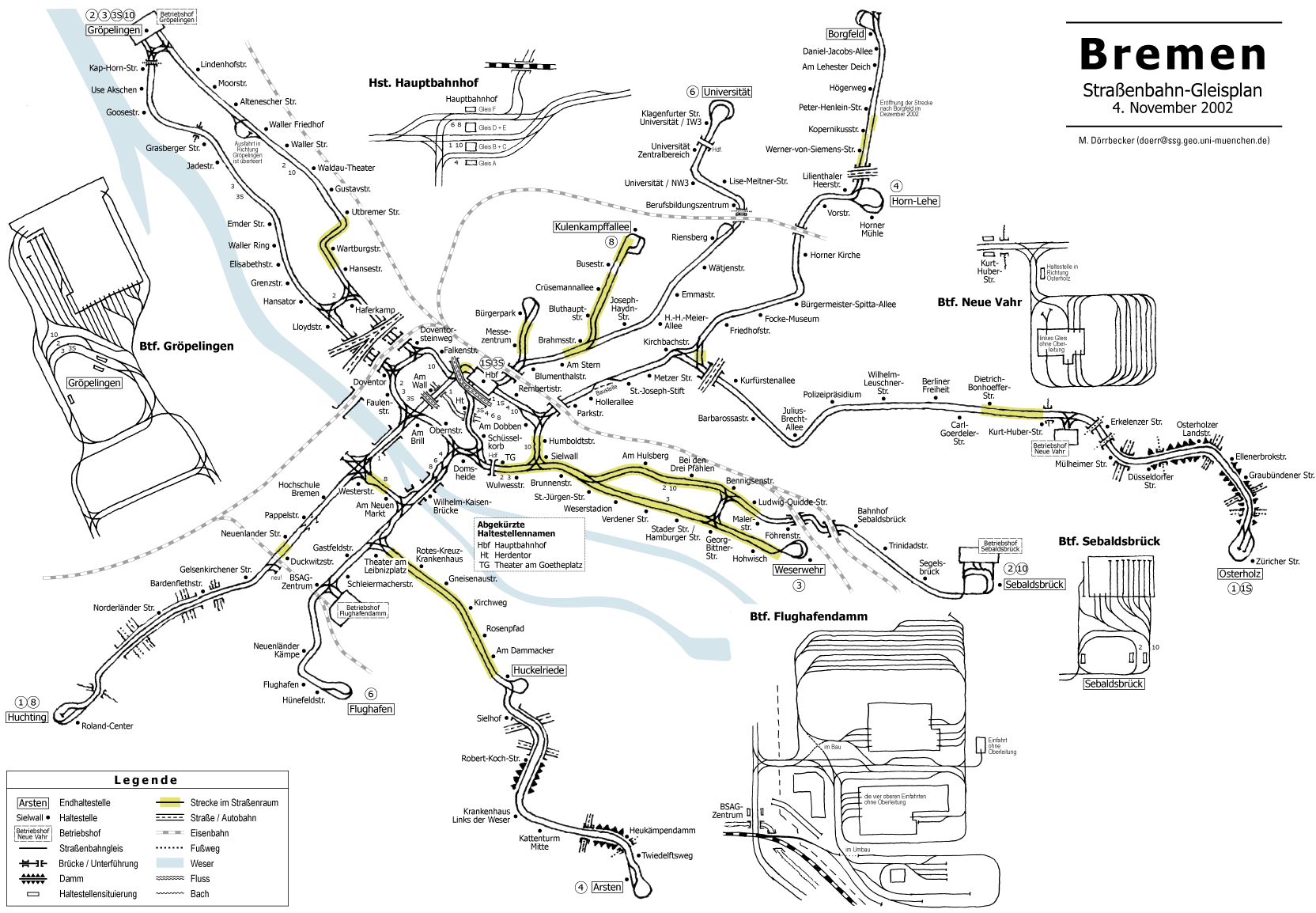
Sporenplan van Bremen in 2002

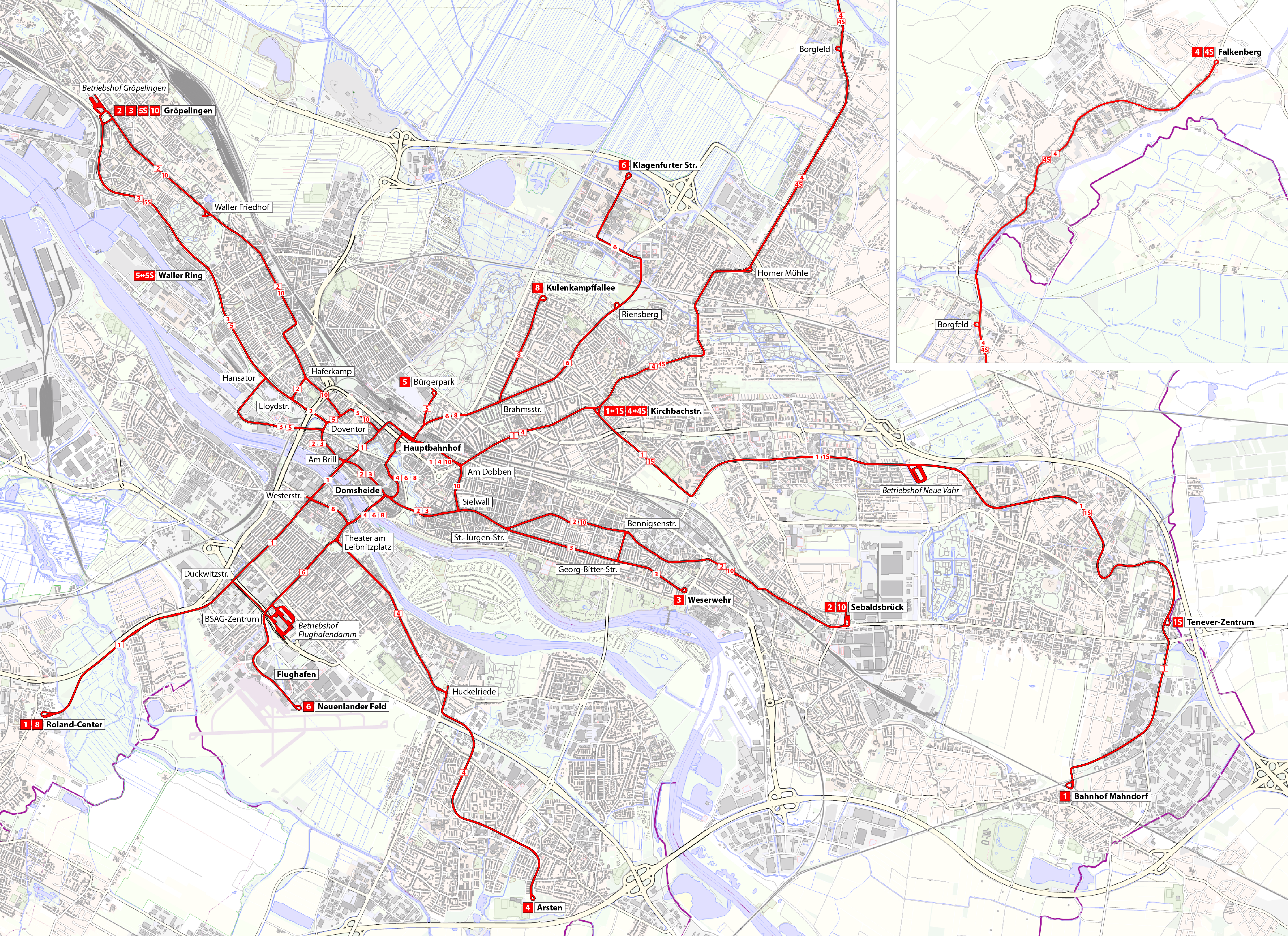
Netwerk in 2014

- Lijn 4: Heropening op mei 1998 tot Horn-Lehe en vanaf december 1998 tot de huidige zuidas van lijn 1 verlengd tot Arsten Süd. Vanaf december 2002 volgde de verlenging via de Leher Heerstraße, Lilienthaler Heerstraße en Borgfelder Heerstraße tot Borgfeld.
- Lijn 6: Nieuwbouw van een tramlijn van Flughafendamm tot de luchthaven (geopend op 23 mei 1998, een week voordat de oude lijn 5 naar de luchthaven werd stilgelegd). Op 10 oktober 1998 de verlenging van Riensberg tot de Universität.
- Met de herinvoering van lijn 4 werd het lijnennet opnieuw ingedeeld. Lijn 1 kreeg zuidelijk van de Wezer het trajectdeel van lijn 6, die vervolgens het traject tot de luchthaven van lijn 5 overnam. Lijn 5 loopt vervolgens vanaf de Kulenkampffallee komend vanaf de Domsheide naar Huckelriede, waarbij het trajectdeel Hauptbahnhof - Kulenkampffallee gemeenschappelijk met de nieuwe lijn 8 bediend wordt, die vanaf het Hauptbahnhof verder naar Huchting loopt. Met de opening van de verbinding door de Wester-/Osterstraße ruilen de lijnen 5 en 8 de route door de binnenstad: lijn 5 loopt alleen over de Domsheide en Am Brill, terwijl lijn 8 in plaats van Am Brill alleen naar Domsheide reed. Doordat het reizigersaantal op de zuidas van lijn 5 achterbleef, rijdt sinds de winter 2002/2003 lijn 8 alleen naar de Kulenkampffallee. Het lijnnummer 5 werd nog tot 2014 voor versterkingsritten van lijn 4 gebruikt, die vanaf Arsten komt en al in Horn-Lehe in plaats van Borgfeld eindigt. Sinds de nieuwe dienstregeling van 1 april 2006 rijdt lijn 8 alleen overdag naar Huchting. 's Avonds vanaf circa 20:30 uur eindigen de ritten van lijn 8 vanaf de Kulenkampffallee in het Hauptbahnhof. Aansluitend rijden de wagens via Am Brill tot de Westerstraße en vanaf hier via de Domsheide en Hauptbahnhof naar Kulenkampfallee.
- Lijn 3: Het nieuwe tracé door de Überseestadt, tussen Hansator en Faulenstraße, parallel aan een al bestaand tracé, werd in december 2006 geopend. Het spoor de stad in werd over 800 meter als strengelspoor ingericht, omdat hier naast de tramlijn ook de goederenlijn naar Kellogg's in twee richtingen loopt. Het al bestaande traject in de Hans-Böckler-Straße bleef als dienstlijn beschikbaar.
- Lijn 1 werd in maart 2012 vanaf Osterholz over Tenever en het winkelcentrum Weserpark tot Nußhorn en in april 2013 verder tot station Mahndorf verlengd.[14][15]

### Verlenging van lijn 4 tot Falkenberg in 2014

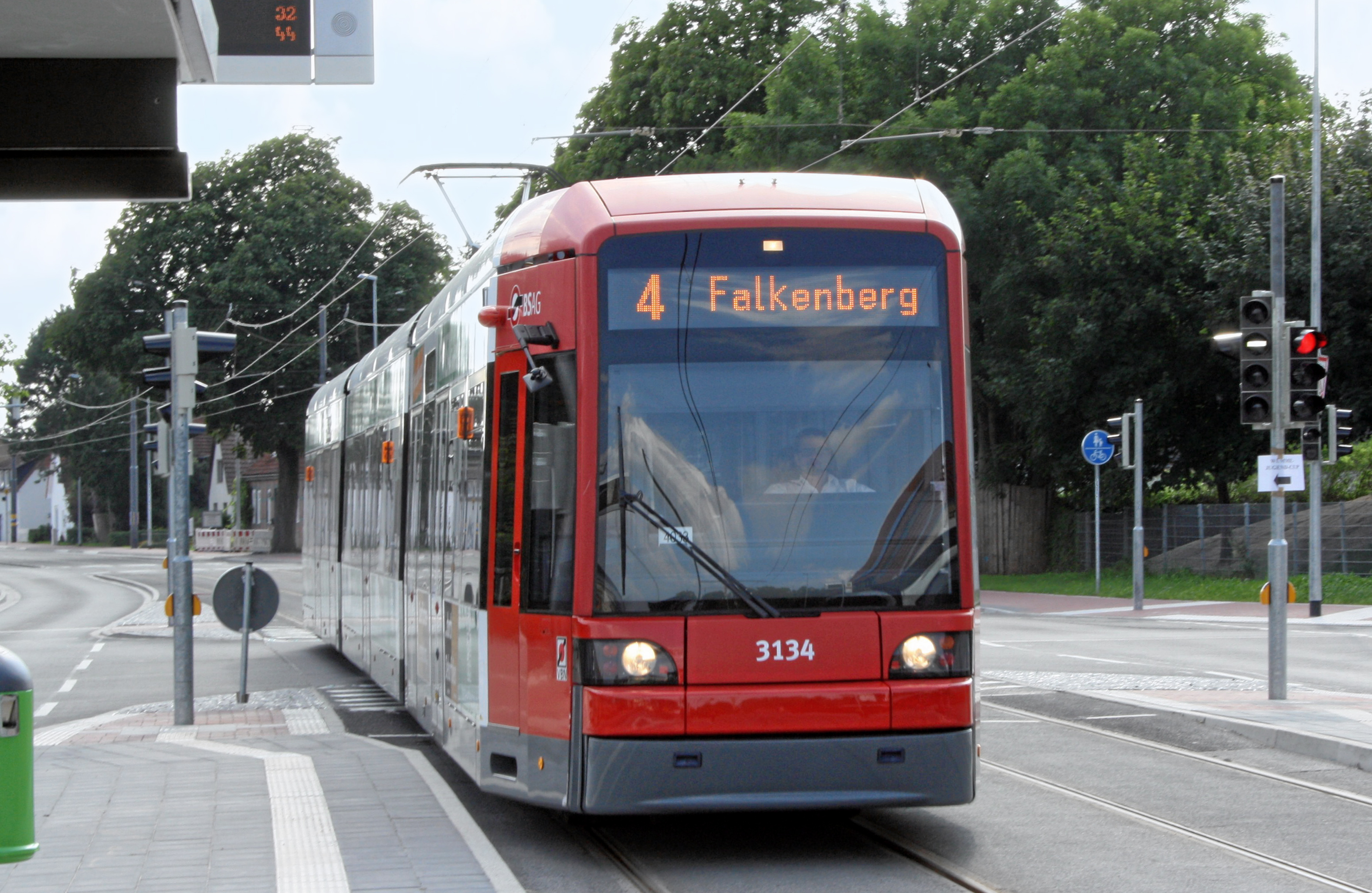
Een van de eerste trams van lijn 4 in de richting van Falkenberg (2014)

Lijn 4 werd op 1 augustus 2014 via Borgfeld door Lilienthal naar Falkenberg verlengd. Daarmee reed voor het eerst de tram van Bremen in Nedersaksen.
De overeenkomst daarover werd in 2006 ondertekend door de stad Bremen en de gemeente Lilienthal. Nadat de gemeenteraad van Lilienthal het financieringsbesluit op 17 maart 2009 met 13 tegen 12 stemmen heeft verworpen, werd er na een heronderhandeling met de stad Bremen het verbeterde besluit op 11 mei 2009 met 14 tegen 10 stemmen aangenomen. In juni 2010 werd met een bord het begin van de bouw aangekondigd voor de herfst van 2010. De uiteindelijke start van de bouw was pas in mei 2011. De opening werd meermaals verschoven. Door een faillissement van de hoofdaannemer in augustus 2013 raakte de bouw ook vertraagd. De totale kosten bedroegen rond de €64 miljoen inclusief de extra kosten veroorzaakt door vertragingen en het faillissement van de aannemer van €10 miljoen.

### Exploitatieproblemen wegens defecten aan het materieel vanaf 2014
Wegens hoge reparatiekosten van de wagens van het type GT8N werd op 2 oktober 2014 de lijn 3S geschrapt. Het schoolverkeer op de lijn 10E werd met bussen vervangen. Enkele versterkingsritten van de lijnen 1E, 2E, 6E en 10E vervielen, de lijn 8 reed in de namiddag alleen nog elk kwartier.
Dat de situatie verder verslechterde, werd op 5 oktober 2015 duidelijk toen de dienstregeling verder werd uitgekleed. Alle versterkingsritten van de lijnen 4E en 6E werden geschrapt, in de namiddag werd op het traject vanaf de Universität naar het Hauptbahnhof met bussen gereden. Lijn 8 werd maandag tot vrijdag op het zuidelijke traject beperkt en reed elke 20 minuten de lus Huchting - Brill - Domsheide - Huchting, het noordelijke trajectdeel van Kulenkampfallee naar de Domsheide werd alleen nog door bussen gereden.
Sinds 31 oktober 2016 werd lijn 8 weer geheel door trams gereden, alleen nog elke 20 minuten. In de ochtendspits wordt de eerdergenoemde lus ook bediend, maar dan in de tegenrichting, waardoor er van Huchting tot Domsheide een 10-minutenfrequentie ontstond.

### Geplande netwerkuitbreidingen
In Huchting is vanaf Roland-Center de verlenging van lijn 1 naar Mittelshuchting (Brüsseler Straße) en van lijn 8 naar Stuhr en Weyhe-Leese gepland. De lijnen zullen ook over de sporen van de Bremer-Thedinghauser Eisenbahn (BTE) geleid worden. De gemeenteraad van Stuhr had in 2009 voor lijn 8 groen licht gegeven, de deelraad van Huchting was tegen de verlenging van lijn 1. Zij pleiten voor het behoud van de buslijnen 57 en 58 als binnenstedelijke ringverkeer en wensen de lijnvoering naar Stuhr over de Kirchhuchtinger Landstraße. In juni 2016 werd er een tweede Tracébesluit voorgelegd, het bouwbegin staat begin 2017 gepland, waarbij lijn 8 eind 2019 klaar moeten zijn.
Verder is de planning om lijn 2 en 10 vanaf de eindhalte Sebaldsbrück tot de Osterholzer Landstraße (lijn 2) en tot Daimler-Werk (lijn 10) te verlengen. In februari 2012 verklaarde de verkeerssenator dat verdere planningen van de verlenging van de lijnen uitgesteld worden. In plaats daarvan worden de middelen voor een 1,9 kilometer verlenging van de lijnen 2 en 10 (halte Bennigsenstraße) met lijn 1 (halte Julius-Brecht-Allee) gebruikt.

## Materieel

### Actuele wagenpark

#### GT8N (3001-3078)

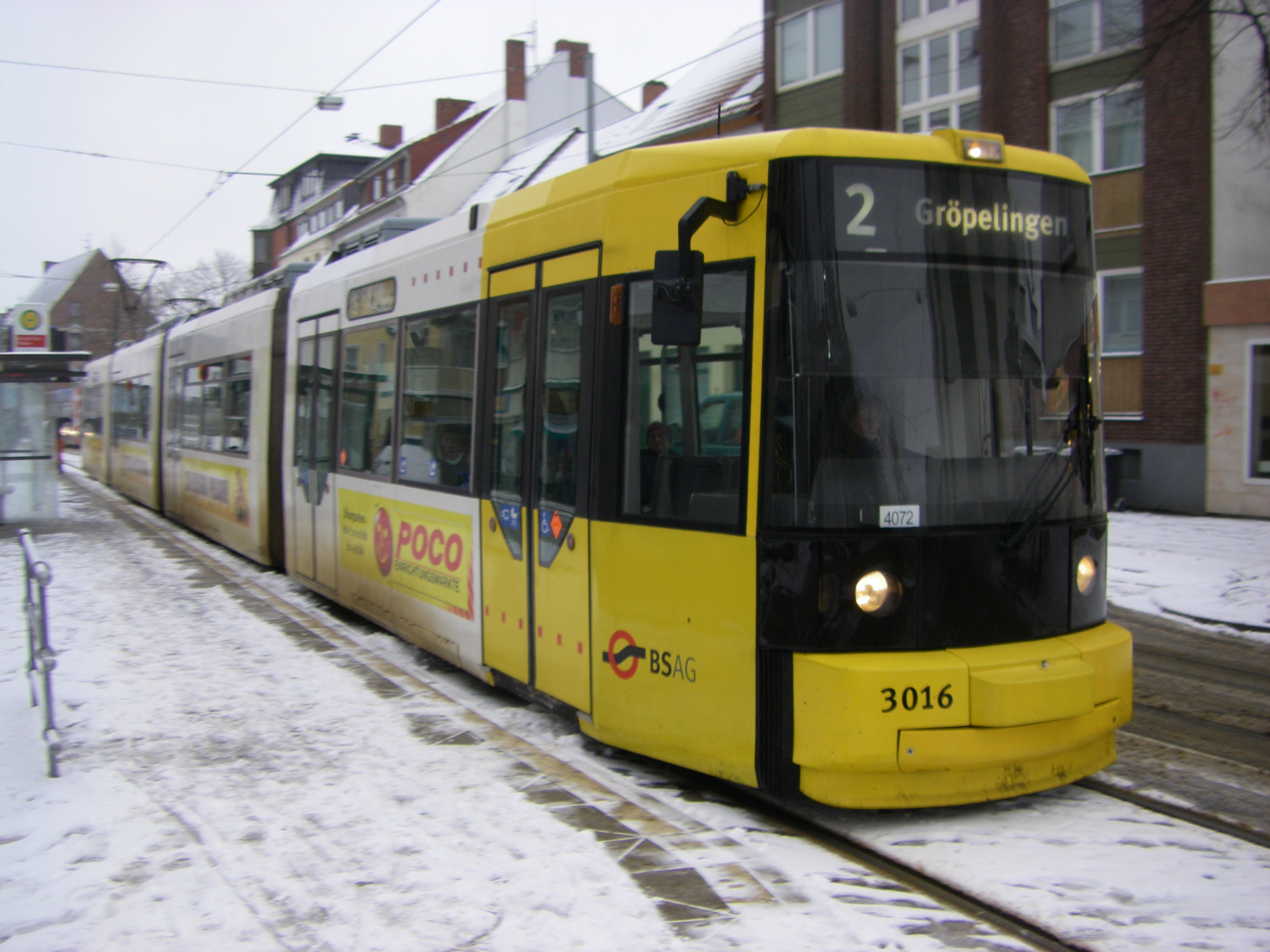
GT8N 3016 van de BSAG (2009)

Van 1993 tot 1996 werden bij AEG Schienenfahrzeuge 78 lagevloertrams van het type GT8N aangeschaft. Deze onderscheidt zich wezenlijk van het prototype GT6N uit 1990, doordat ze uit vier rijtuigen bestaat en met acht assen langer zijn dan het prototype, ook is het hele interieur zonder verhogingen gebouwd. Ontsporingen zoals in Berlijn met de lagevoertram GT 6 vergelijkbare type optraden, kwam in Bremen niet voor.
Het materieel van het type GT8N vormde het grootste deel van het materieelpark van de BSAG. Wagen 3067 werd al in 2001 na een ongeval gesloopt. Wagen 3017 werd na een zware ongeval in het onderhoudsbedrijf Gröpelingen terzijde gesteld en is niet meer bedrijfsvaardig. Wagen 3033 werd in mei 2013 terzijde gesteld en zou als onderdelenleverancier gebruikt worden maar werd in november 2016 weer in gebruik genomen.
Sinds de winterdienstregeling van 2015 wordt er gesneden in de inzet van de GT8N door de buitenproportionele storingen van het materieel. De in de jaren '90 verwachte levensduur van 30 jaar was voorzien op een gebruik van 55.000 kilometer per jaar, maar het werkelijke gebruik lag veel hoger, bij menig wagen rond de 90.000 kilometer per jaar. De Schwachhauser Ast van tramlijn 8 werd tijdelijk door bussen gereden.
Vanaf 2016 zou er een grote revisie voor enkele GT8N-trams beginnen. Met een jaarcapaciteit van twee wagens per jaar op het onderhoudscentrum in Sebaldsbrück zouden er tien wagens de komende vijf jaar door de BSAG in samenwerking met regionale partners gereviseerd worden.
Hier is uiteindelijk van afgezien en gezien de slechte staat was er geen belangstelling voor overname door andere bedrijven en werd besloten tot sloop. In september 2023 waren er nog 13 wagens aanwezig die nog beperkt worden ingezet. Hier voor in de plaats werden er 10 extra GT8N-2 wagens besteld.   

#### GT8N-1 (3101-3143)

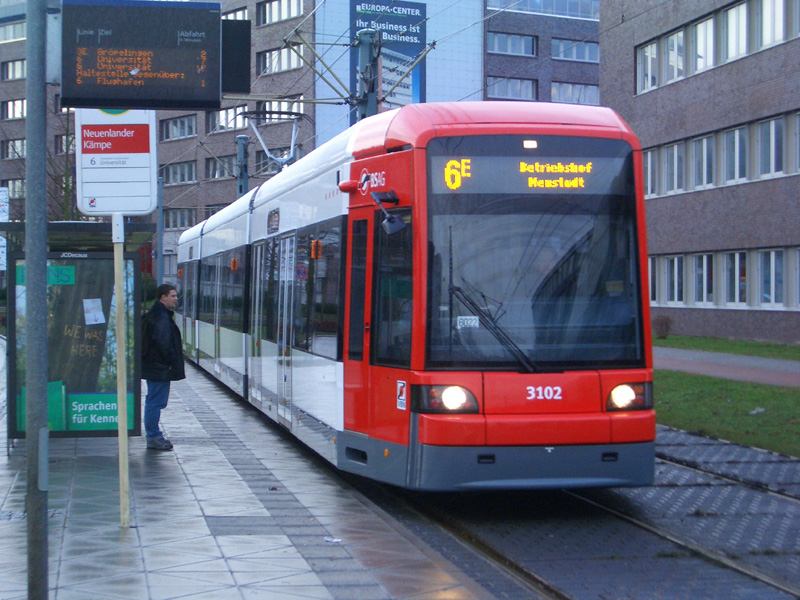
GT8N-1 3102 van de BSAG (2006)

Vanaf eind 2005 zijn er 43 nieuwe wagens van de Flexity-familie bij Bombardier Transportation aangeschaft.
Deze wagens zijn met 2,65 meter duidelijk breder dan de GT8N van AEG (2,30 meter). Om dit materieel te kunnen inzetten moest over het gehele net de sporenafstand vergroot worden. Bij om- en nieuwbouw was hier al rekening mee gehouden, vooral in het centrum. Lijn 6 was de eerste die over de gehele lengte door het nieuwe materieel geëxploiteerd kon worden, lijn 1 volgde hierna. Lijn 3 kwam in oktober 2010 daarbij, nadat de spoorwerkzaamheden in Steintor bij het einde van de zomervakantie gereed was. Sinds herfst 2013 kunnen de wagens over bijna het gehele net rijden, behalve niet op de lijnen 2 en 10. Bovendien geldt er nog op enkele plaatsen een verbod waarbij twee trams van het type GT8N-1 elkaar niet mogen passeren, bijvoorbeeld in de Brahmsstraße of ook bij het verlaten van het dienstspoor in de Richard-Dunkel-Straße.
Achtergrond voor de aanschaf van bredere voertuigen was de hogere reizigerscapaciteit bij gelijkblijvende lengte van de trams. Dat deze tram nog uit 3 rijtuigen bestaat, rijdt er voor het eerst een gelede tram die een wagensegment en draaistel minder heeft, wat de slijtage van de sporen aanzienlijk vermindert. De beide middelste draaistellen bevinden zich niet in het midden tussen twee bakken, maar onder de middelste bak. Hierdoor zijn langere trams mogelijk zonder dat de boogstraal van de tram veranderd. Dit concept van het plaatsen van draaistellen had zich al een decennium bewezen bij de hogevloertram van Freiburg (type Düwag GT8 Typ Freiburg). Met de Bombardier-trams schafte de BSAG voor het eerst trams 'van de plank' die niet speciaal aangepast zijn voor Bremen.
De tram heeft niet over de gehele lengte een lage vloer. De nieuwe wagens hebben over ongeveer een oppervlakte van 70% een lage vloer, waarbij de deuren er altijd een lage vloer aanwezig is.
De eerste 34 bestelde trams werden tot 2009 geleverd. Daarover kwam nog een optie om negen trams te bestellen. In 2010 werd de eerste tram van de extra serie geleverd. Wegens schade door hoog water bij de Bombardierfabriek in Bautzen konden de overige acht wagens pas in 2012 geleverd worden.

#### GT8N-2 (3201-3242 en 3401-3435)

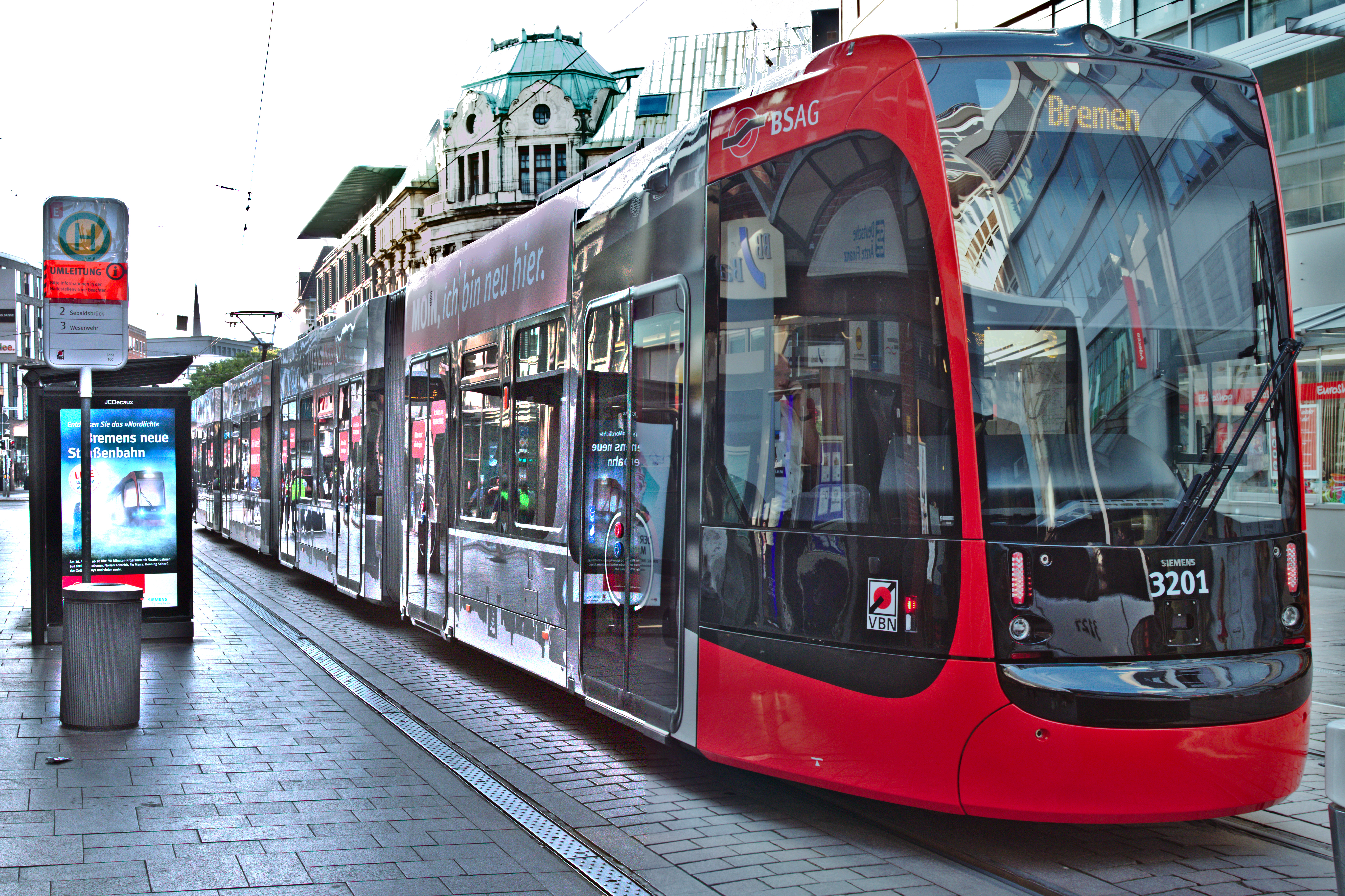
GT8N-2 3201 bij de presentatie in 2020

In november 2015 besloot de Bremense senaat voor de aanschaf van 67 nieuwe trams, de aanbesteding volgde in januari 2016 en het eerste prototype werd op 30 augustus 2020 gepresenteerd. De aanschafkosten van de 67 nieuwe trams bedroegen rond de €210 miljoen. In juni 2017 werd het contract voor de levering van 67 trams van het type Avenio met Siemens getekend.
De serie 3400 is geschikt om te rijden over spoortrajecten. In september 2023 waren al 75 wagens aanwezig.

### Voormalig en historisch materieel

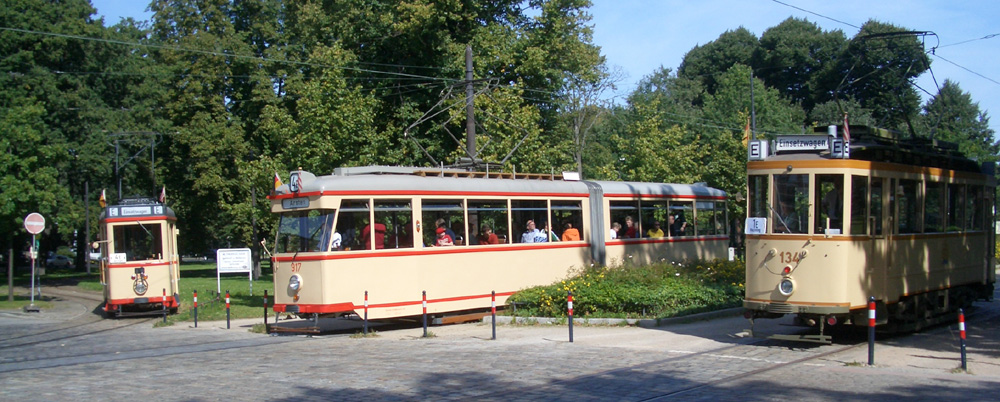
Historische trams van de BSAG. Van links naar rechts; tweeasser uit 1947, gelede drieasser uit 1956, tweeasser uit 1904 (2005)

Naast het materieel in het in bedrijf zijnde wagenpark is er ook museummaterieel voorhanden. Veel van deze wagens zijn bedrijfsvaardig, voor het personenvervoer toegelaten en worden bij bijzondere evenementen of voor stadsrondritten ingezet. Het museummaterieel voor onderhouden en geëxploiteerd door de vereniging Freunde der Bremer Straßenbahn e. V..

#### Tweeassige wagens

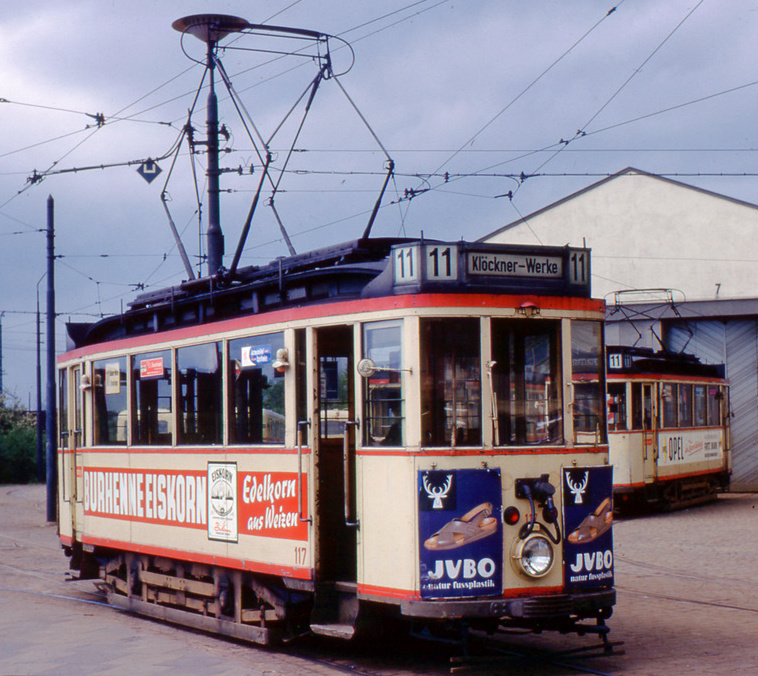
Tweeassige motorwagen 117 voor het depot in Gröpelingen (1963)

In het museumbestand bevinden zich drie tweeassige motorwagens, namelijk de motorwagens 49, 134 en 701.
De motorwagens 49 en 134 komen samen uit een serie van 147 motorwagens, die aan de Bremer Straßenbahn tussen 1900 en 1907 geleverd werden. De motorwagen 49 (bijnaam: Molly) werd in 1900 gebouwd en na laatste inzet als reclamewagen in 1956 terzijde gesteld. De wagen werd in 1962 in zijn originele staat hersteld. In 1992 volgde er nog een aanpassing aan het materieel in de huidige stand met een tweebenige pantograaf. Het materieel is bedrijfsvaardig maar nog niet toegelaten voor personenvervoer.
De motorwagen 134 werd in 1904 gebouwd en tot 1954 in de lijndienst ingezet, daarna diende de wagen tot 1974 onder de naam LW1 als leswagen en als laatste tot zijn terzijde stelling in 1979 als rangeerwagen. De wagen werd van 1991 tot 1992 door de Rostocker Verkehrsbetriebe gerestaureerd en in de stand van 1939 teruggebracht. Sindsdien hoort het materieel tot het bedrijfsvaardige museummaterieel.
Het eerste nieuwe trammaterieel na de oorlog werd door de Bremer Maschinenbau und Dockbetrieb GmbH gebouwd. Deze was door AG Weser in 1946 opgericht, maar door de geallieerde was scheepsbouw verboden. In de jaren van 1947 tot 1949 ontstonden er naar voorbeeld van de Lindner-tram uit 1940-1941 een serie van 25 tweeassers (nr. 700 - 724) met de daarbij behorende bijwagens (nr. 1700 - 1724). Er werden ook niet beschadigde wagenonderdelen van vooroorlogs materieel gebruikt.
Drie motorwagens en vijf bijwagens werden als in 1956 gesloopt, waarbij onderdelen voor de toen nog nieuw te bouwen drieassers gebruikt werden. Twee wagens werden als bijwagen omgebouwd en één tot een spoorslijpwagen. In 1965 volgde de ombouw voor een conducteurloze exploitatie. In 1970 waren er nog 14 motorwagens voorhanden, die in 886 - 899 omgenummerd werden en daarna niet of nauwelijks meer werden ingezet. Drie motorwagens werden in 1977 aan het Hannovers Trammuseum gegeven en in 2003 gesloopt.
In Bremen bleven er twee van de 25 motorwagens behouden:
- Motorwagen 701, bouwjaar 1948, tot 1970 in lijndienst, diende daarna als rangeerwagen en werd in 1985 als niet bedrijfsvaardige museummaterieel opgesteld. In de periode van 1991 tot 2001 werd de wagen door de Freunde der Bremer Straßenbahn e. V. en de BSAG gerenoveerd en is sindsdien weer in te zetten als museummaterieel.[35]
- Motorwagen 722, bouwjaar 1949, tot 1969 in lijndienst, daarna als spoorslijpwagen SS1 omgebouwd en bleef tot 1998 als zodanig rijden. Nadat enkele onderdelen voor de wagen 701 gebruikt werden, werd het tot bijwagen 1727 omgebouwd. Het nummer sluit aan bij de nummering van twee andere wagens die zijn omgebouwd tot bijwagens 1725 en 1726. Gepland is als inzet achter de wagens 701 en 134.[36]

Van de oorspronkelijk ingezette tweeassige bijwagens van verschillende types werden er vanaf 1963 dertig voor conducteurloze eenrichtingsbedrijf omgebouwd en achter GT4-wagen ingezet. Vanaf 1970 daagden zij de nummers 951 tot 980. De lijnen 6 en 10 reden volledig in deze vorm, soms werden ze ook in lijn 3 en 5 ingezet. In 1977 werden al deze bijwagens terzijde gesteld en gesloopt.

#### Großraum-wagen type "Hansa", vierassig

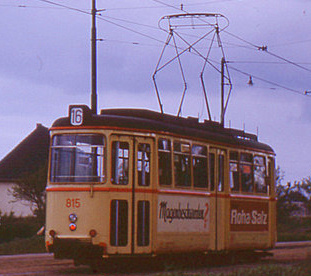
T4b-Tw 815 op lijn 16 in Riensberg (1963)

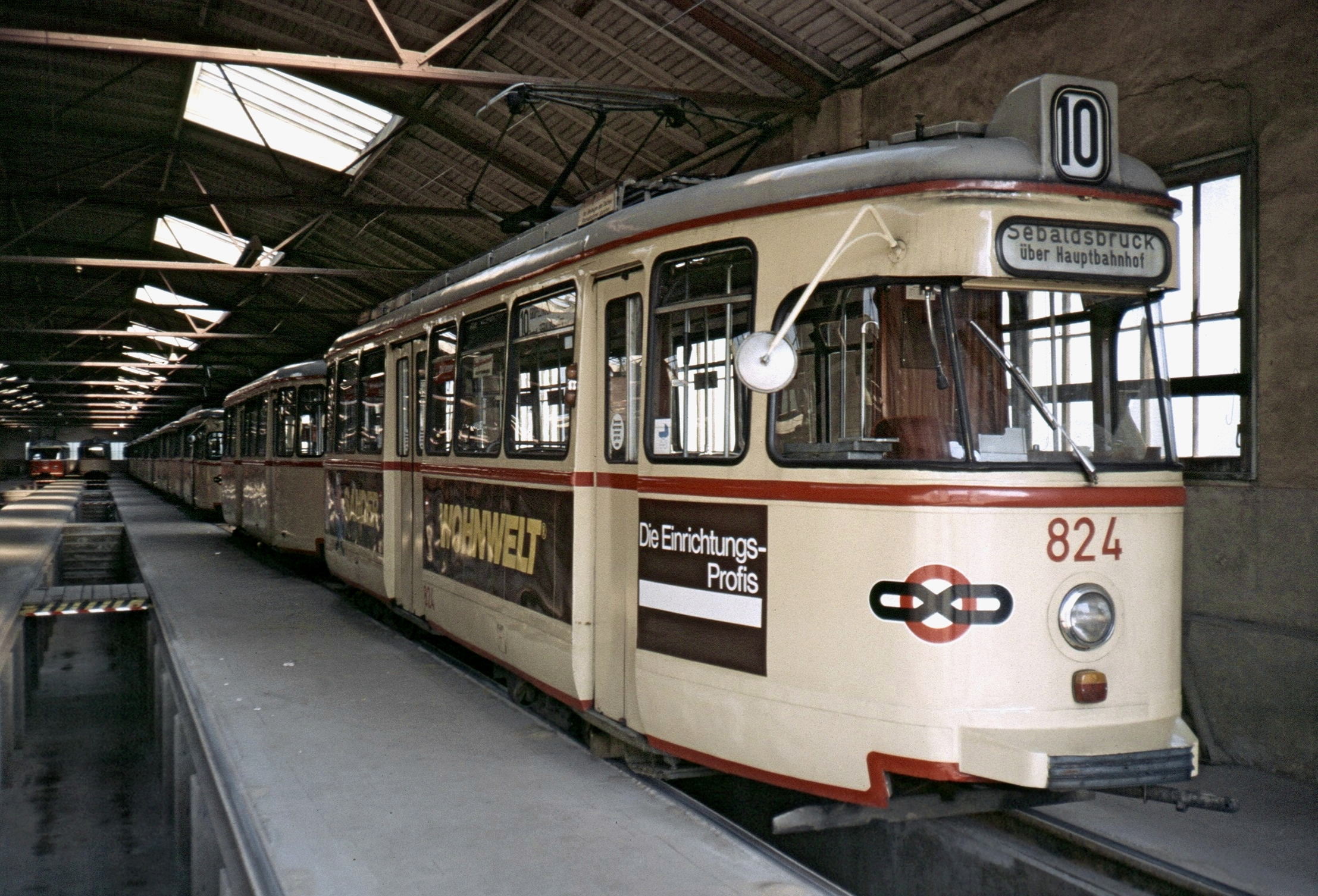
T4b-Tw 824 in onderhoudsbedrijf Sebaldsbrück (1986)

De eerste vijf Großraum-motorwagens met de typeaanduiding T4a en met de wagennummers 801 - 805 met de bijbehorende bijwagens 1801 - 1805 werden in 1952 door Linke und Hofmann in Salzgitter gebouwd. Sinds 1953 werden ze in Bremen ingezet, hoofdzakelijk op lijn 2. Door de materieelschaarste werden er in de trams gebruikte motoren ingebouwd. De techniek hiervoor was nog niet helemaal ontwikkeld, waardoor er in de eerste week al defecten waren. Zo weigerde de remmen, wat gelukkig niet tot ongevallen leidde. In 1954 werden door Hansa-Waggon in Bremen en Maschinenfabrik Esslingen onder de typeaanduiding T4b de motorwagens 806-827 met de bijwagens 1806-1825 gebouwd. Ze waren constructief verder ontwikkeld dat de T4a en hadden wezenlijke betere rijeigenschappen.
De Großraum-wagens zijn duidelijk langer dan andere in Bremen ingezette wagens. Om de zorgen dat de wagens in de bogen niet te veel uitzwenken, werden de wagens aan het beide uiteinde smaller gemaakt, waardoor het zijn karakteristieke ronde vorm kreeg. Op het traject over de Schüsselkorb waren de wagens voor de ombouw door een aantal krappe bogen niet inzetbaar.
De T4a reed voor het laatst alleen nog op lijn 5 en werd in 1977 gesloopt. De T4b werd in de jaren '70 grotendeels op lijn 3 ingezet. In de jaren '80 werden er steeds minder wagens beschikbaar, de inzet bleef uitsluitend op lijn 10. In 1989 werden er nog vijf Großraum-wagens, de laatste inzet in de lijndienst was in de 1990. Daarmee waren de wagens van deze types ruim 40 jaar in dienst geweest.
De motorwagens 811 en 827 evenals bijwagen 1806 en 1815 zijn als museumwagens behouden. Daarmee is de combinatie 811/1806 nog bedrijfsvaardig in tegenstelling tot de combinatie 8277/1815.

#### Drieasser geledewagen GT3 "Ackerwagen"

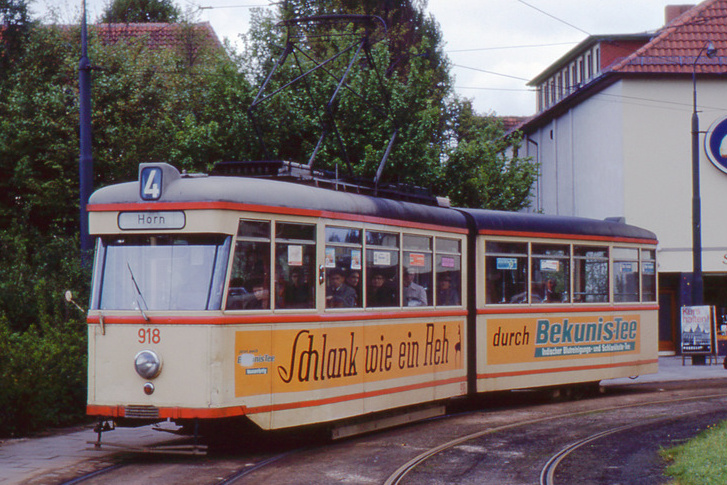
GT3-Tw 918 bij de eindhalte Arsterdamm (1963)

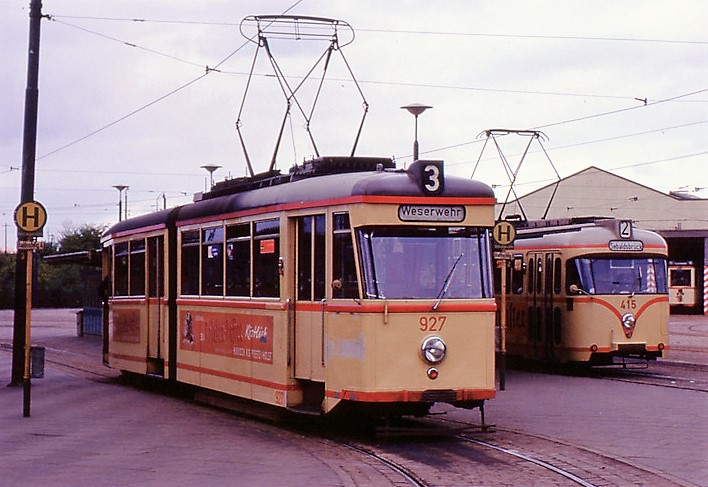
GT3-Tw 927 bij de eindhalte Gröpelingen (1963)

Bij deze in ogenschijnlijke eenmalige tramtype gaat het in principe om een tweeasser die via een vouwbalg met een enkelasser is verboden. Deze opbouw van trams zorgden voor een schokkerige en lawaaiige rijeigenschappen, hierdoor kregen de nieuwe trams de bijnaam "Ackerwagen" (bolderkar). Voor dit tramtype werd gekozen omdat een deel van de nog niet gereed zijnde tweeassers te gebruiken was en voor de Ackerwagen is minder personeel nodig. Een tram bestaande uit een motorwagen en bijwagen van dit type kan ongeveer evenveel passagiers vervoeren als een tweeasser met twee bijwagens maar dan met een conducteur minder. Het materieel is met automatische, bij open en sluiten ratelende schuifdeuren uitgerust en ontworpen voor de reizigersstromen; instappende passagiers bij de conducteur achterin en uitstappende passagiers voorin. De zitbanken bestonden uit geprest hout en de vloer uit planken hout.
Er werden van 1955 tot 1958 in totaal 28 motorwagens 901-928 en de bijwagens 1901-1928 gebouwd. De trams waren in vergelijking met de hiervoor gebouwde Großraumtrams in de aanschaf wezenlijk duurder en kunnen maar weinig extra reizigers vervoeren.
De wagens werden tot 1967 hoofdzakelijk op lijn 4 (Arsterdamm - Horn) ingezet. Daarnaast waren ze ook, tot de aanschaf van de nieuwe GT4-trams, ook op lijn 2 en daarna op lijn 3 te vinden. Lijn 4 werd in 1967 tot Domshof ingekort en sindsdien alleen nog met de overgebleven GT3-motorwagens gereden. Langere trams paste niet meer in de keerlus en werden door de parallel rijdende buslijnen ook niet meer nodig. De trams met bijwagens werden op de lijnen 3 en 5 ingezet en als spitstram (E-Wagen), in het bijzonder op lijn 1E.
In 1969 werden de eerste twee GT3-motorwagens na ongevallen gesloopt. Door het verminderde gebruik van bijwagens werden in 1969 tien bijwagens uit dienst gehaald en gesloopt. De bijwagens werden maar twaalf jaar ingezet, wat ongewoon kort is.
In 1970 werden de motorwagens 831-856 en de bijwagens 931-948 omgenummerd. Ondertussen waren de wagens van alle andere tramtypes omgebouwd tot een conducteurloze inzet. Ook acht GT3-motorwagens werden voor de inzet op lijn 4 omgebouwd. De overige GT3-motorwagens evenals alle GT3-bijwagens behielden de conducteursplaats, omdat een ombouw niet meer de moeite waard was.
Op 29 april 1972 was de wagen 850 (ex 922) de laatste tram van de oude lijn 4 in Horn. Met het volledig opheffen van lijn 4 eindigde ook de planmatige inzet van de GT3-wagens. Hierna volgde alleen nog de inzet in de spitsdiensten. Deze werden snel zeldzamer, doordat voor de inzet van een GT3-tram twee extra medewerkers als conducteur nodig waren. Een afscheidsrit was er niet, de datum van de laatste rit is onbekend, maar het is ergens laat 1977. De laatste GT3-bijwagens werd waarschijnlijk in 1980 gesloopt.
Drie GT3-motorwagens werden tussen 1977 en 1981 tot werkwagen omgebouwd. Daarbij verloren ze zijn karakteristieke kenmerken, in bijzonder de vouwbalg en de aansluitende enkelassige bak, die door een tweede cabine vervangen werd. De typeaanduiding werd van GT3 (drieassige gelede motorwagen) naar T2 (tweeassige motorwagen) veranderd. Eén wagen was als AT4 tot 2016 in dienst, de beide andere zijn als AT5 en AT6 nog steeds in gebruik.
De motorwagen 917 (in 1970 omgenummerd in 846) is de enige nog bestaande GT3-wagen. Met de tram werd in 1960 de Große Weserbrücke (tegenwoordig Wilhelm-Kaisen-Brücke) geopend. In 1970 werd de conducteursplaats uitgebouwd en bij de achterste deur drukknopen geplaatst zodat de reizigers zelf de deur kunnen openen. Het hoorde tot 1972 tot de laatste wagen van de oude lijn 4. Van 1977 tot 1980 was het als Bremens eerste partytram in gebruik. Daarna werd het in Sebaldsbrück als niet dienstwaardig terzijde gesteld en roestte buiten een overdekte hal weg. Vanaf 2001 werd de wagen compleet gerestaureerd en in de oorspronkelijke staat van de jaren '50 teruggebracht. De carrosserie, het interieur, het onderstel en de motoren evenals de gehele elektronica werden grondig gereviseerd. Sommige technische documenten ontbraken, waardoor er handwerk en geïmproviseerd werd. Sommige dingen waren aan de hand van foto's te reconstrueren, bijvoorbeeld de bouw van de conducteursplaats. Sinds 2002, gelijktijdig met de verlenging van lijn 4 naar Borgfeld, is de wagen 917 een bedrijfsvaardige museumtram.

#### Korte geledewagen type "Bremen" (oude GT4)

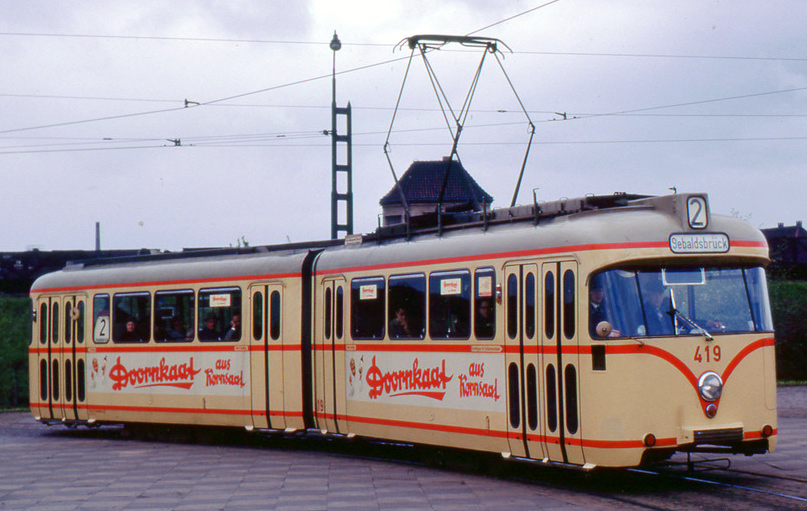
GT4a-Tw 419 bij de eindhalte Gröpelingen (1963)

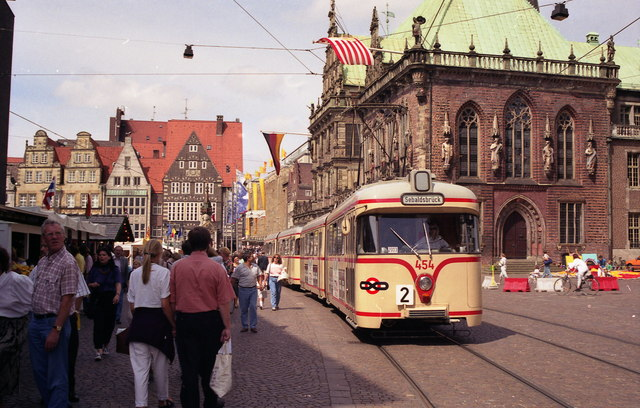
GT4c-Tw 454 met bijwagen op de Bremense Marktplatz (1991)

Deze tram werd van 1959 tot 1968 door Hansa Waggonbau in Bremen gebouwd. Een doorontwikkeling op basis van de GT4, gebouwd in de Waggonfabrik Josef Rathgeber, werd in München als Baureihe P2 en P3 in gebruik genomen. .
Er waren de volgende series: GT4 (prototype, wagen 401), GT4a (wagens 402-419) bouwjaar 1961-1962, GT4b (wagens 420-444) bouwjaar 1963 en GT4c (wagens 445-474) bouwjaar 1967. In 1982 werden tien trams uit 1968 van het gelijke type van de toen opgeheven tram van Bremerhaven volgens afspraak bij aanschaffing overgenomen. De motorwagens 80-84 kregen in Bremen de wagennummers 475-479 en de vijf bijbehorende bijwagens 218-222 de nummers 644-648.
Deze trams werden in Bremen tot in de jaren '90 in de lijndienst ingezet. Aansluitend werden 42 motorwagens en 39 bijwagens aan de tram van Timișoara in Roemenië verkocht, waarvan enkele met nog het originele nummer met nieuwe kleuren in dienst zijn.
In Bremen zijn de wagens 402, 442, 445, 446 en 460 gebleven. Wagen 402 was van 1974 tot 2009 als leswagen in gebruik. 442 was vanaf 1980 als partytram ingezet, 446 vanaf 1994 als "Kinderbahn". Tw 460 wordt sinds 1997 onder het nummer 3985 als spoorslijpwagen ingezet. Als bedrijfsvaardige museumtram is motorwagen 446 en bijwagen 1458 gehouden. Tw 445 diende voor de bouw van de "Partitour" als "Kultourbahn". Tw 445 werd terzijde gesteld en Tw 446 werd als nieuwe museumtram uitgekozen.

#### GT4 en GB4
| Wagennr. | Naam                 |
| -------- | -------------------- |
| 503      | Georg Droste         |
| 507      | Admiral Brommy       |
| 510      | Arnd von Gröpelingen |
| 521      | Ansgar               |
| 523      | Gräfin Emma          |
| 524      | Johann Smidt         |
| 525      | Adam von Bremen      |
| 527      | Hans                 |
| 541      | Lüder von Bentheim   |
| 542      | Alma Rogge           |
| 543      | Heini Holtenbeen     |
| 561      | Roland (der Riese)   |

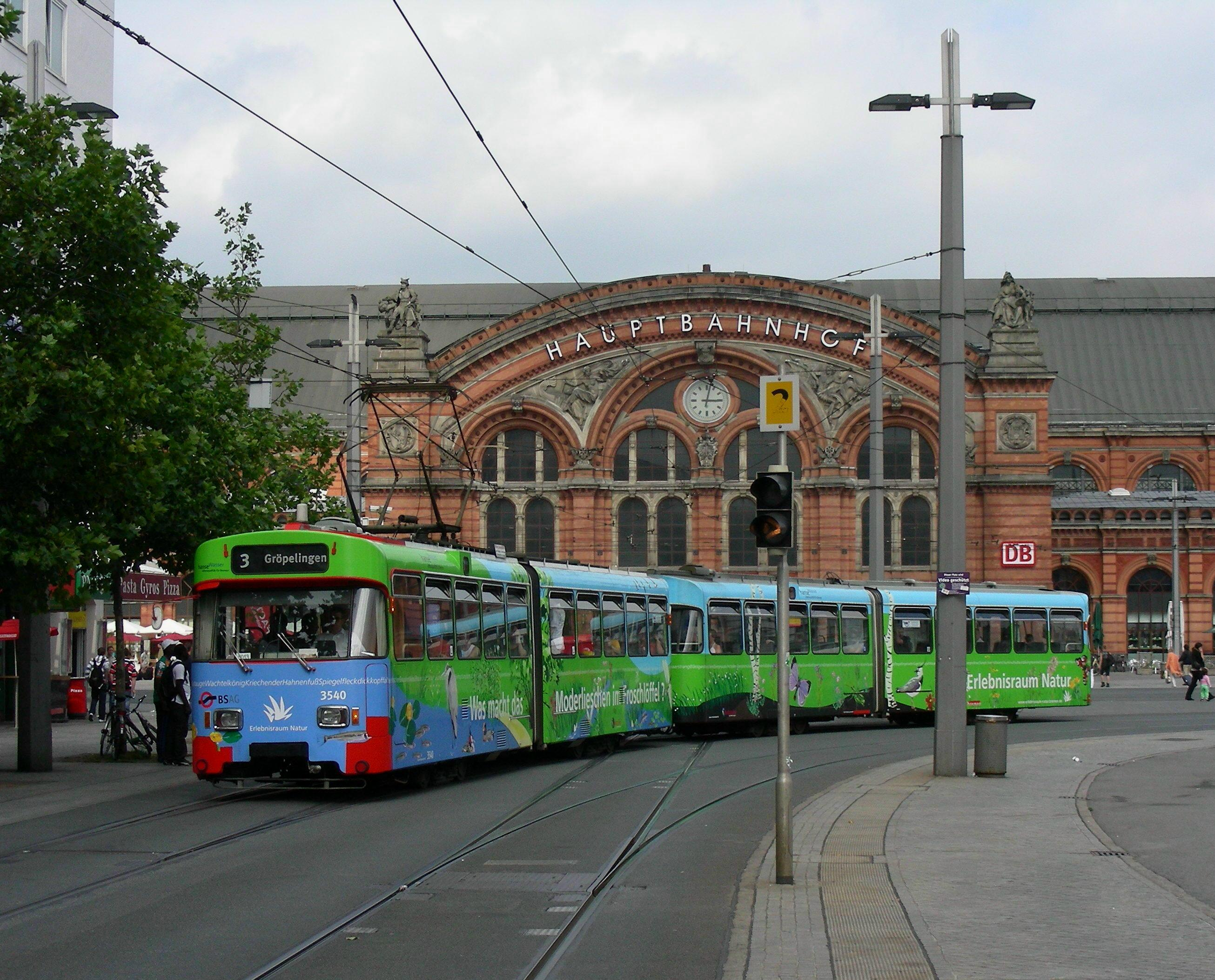
Tramtype GT4f en GB4f voor Bremen Hauptbahnhof (motorwagen 3540 met bijwagen 3740) (2007)

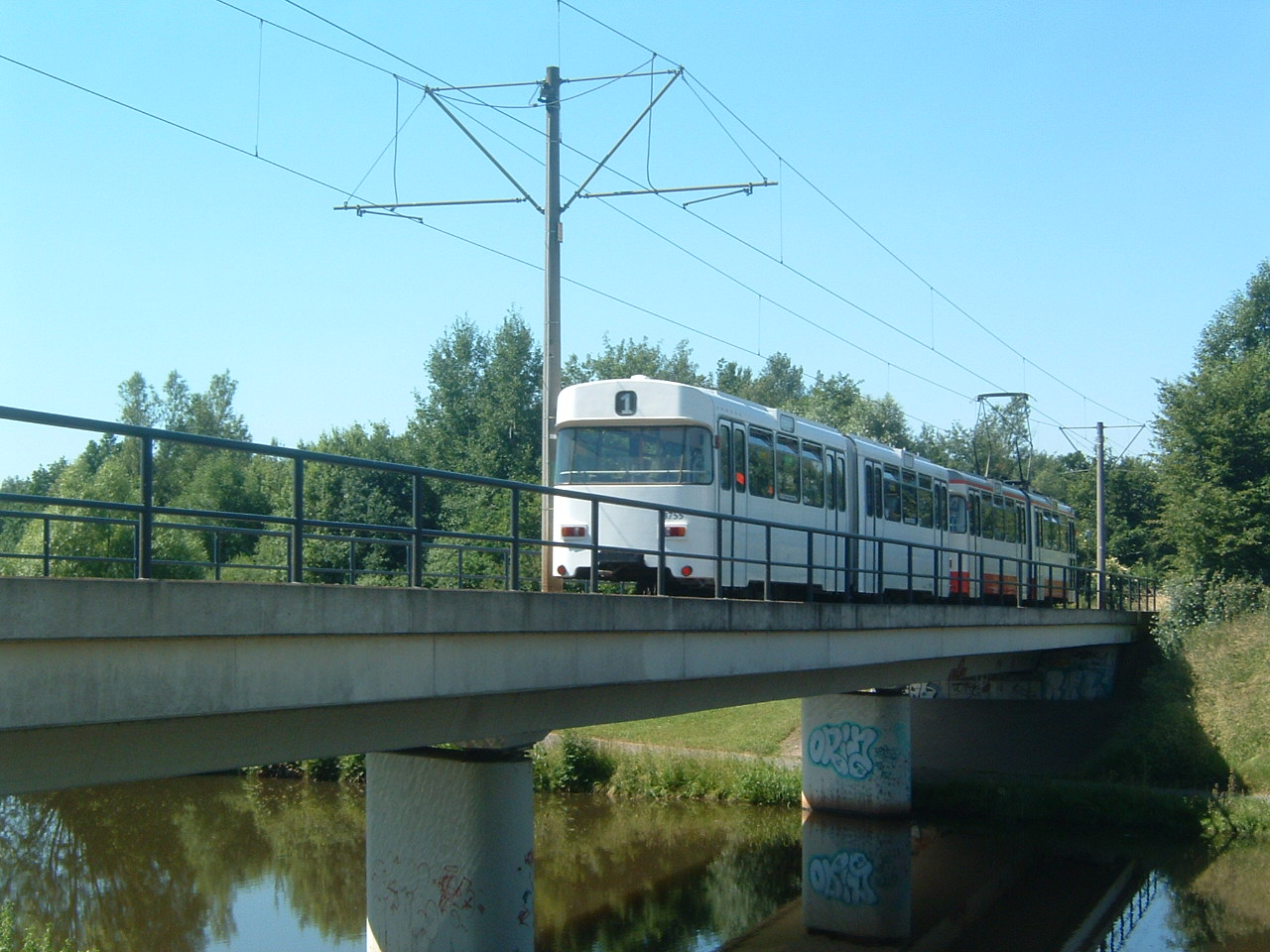
Hogevloertram van de BSAG (motorwagen GT4f en bijwagen GB4f) (2005)

Het jongste type van de Bremense kortgelede wagens, ook wel de vierassige hogevloermotorwagens GT4d-f evenals de daarbij passende bijwagen GB4d-f waren een doorontwikkeling van de 1959 tot 1968 door Hansa Waggonbau geleverde eerste Bremer GT4.
In 1973 leverde de firma Wegmann & Co. uit Kassel de nieuwe motorwagens van het type GT4d (wagens 501-511) met de bijwagens GB4d (wagens 701-711). Vervolg levering volgde in 1974 met de GT4e (wagens 512-522) en GB4e (wagens 712-722) en GB4f (wagens 523-561) en GB4f (723-758). Op 5 november 1979 werd in kader van de 575 verjaardag van het Bremense symbool de wagen 561 met de naam "Roland" gedoopt. Op 31 mei 1980 werden verder tien trams met de namen van beroemde Bremense persoonlijkheden gedoopt. Medio in de jaren '90 kreeg een wagen de naam van de Roemeense stad Timișoara. De driecijferige wagennummers werden in 1992 door viercijferige wagennummers vervangen, het cijfer 3 werd voor alle wagennummers gezet.
De gelede wagens van de firma Wegmann & Co. zijn 17,55 meter lang, 2,30 meter breed en 3,07 meter hoog en biedt voor 138 personen plaats (44 zit- en 94 staplaatsen). Ze zijn na gelijk concept gebouwd als de voorganger van het type GT4c van de Bremense bouwer Hansa Waggonbau (en ook in de voormalige comecon-gebied populaire Tatra KT4). Onder het midden van beide bakken bevindt zich een draaistel. Het buigen van de wagens in een bocht wordt actief hydraulisch (bij oudere types nog door een stangenstelsel) gestuurd. Deze constructie onderscheidt zich wezenlijk van wat bij de geledetrams van Düwag en andere gewoonlijk is, het draaistel bevindt zich tussen de bakken onder de vouwbalg, een zogenaamde Jacobsdraaistel (of bij de GT8 onder alle vouwbalgen).
Sinds 2009 worden alle lijnen planmatig met lagevloertrams bediend. Enkele GT4f bleven tot 2013 als reservewagens bij de onderhoudsbedrijven gestationeerd en werden bij evenementen in het Weserstadion en bij uitval van de nieuwere trams ook in de lijndienst ingezet. De laatste planmatige inzet in de reizigersdienst was de combinatie 3530-3734 die op 21 december 2013 reed in het stadionverkeer.
De overgebleven 61 motorwagens en 58 bijwagens zijn als volgt verdeeld:
- 38 motorwagens met 39 bijwagens, het grootste gedeelte, werd tussen 2002 en 2010 aan de tram van Timișoara in Roemenië verkocht. De meeste daarvan zijn vandaag de dag nog in dienst. In juni 2014 begon een programma om 30 motorwagens grondig te moderniseren.[44]
- 17 motorwagens en 15 bijwagens werden tussen 2006 en 2015 in Bremen gesloopt.
- 2 motorwagens en 1 bijwagen gingen in 2009 naar het Hannovers Trammuseum in Wehmingen.
- 1 bijwagen werd tussen 1986 en 1989 omgebouwd tot onderdeel van twee motorwagens type GT6.
- 4 motorwagens en 2 bijwagens zijn tegenwoordig (stand: november 2015) nog in Bremen aanwezig. De wagens 3538 en 3548 werden als leswagens gebruikt, 3561 als partytram, 3557 en 3747 werden museumwagens en de wagen 3724 staat opgesteld in Syke als reclameobject.

#### GT6

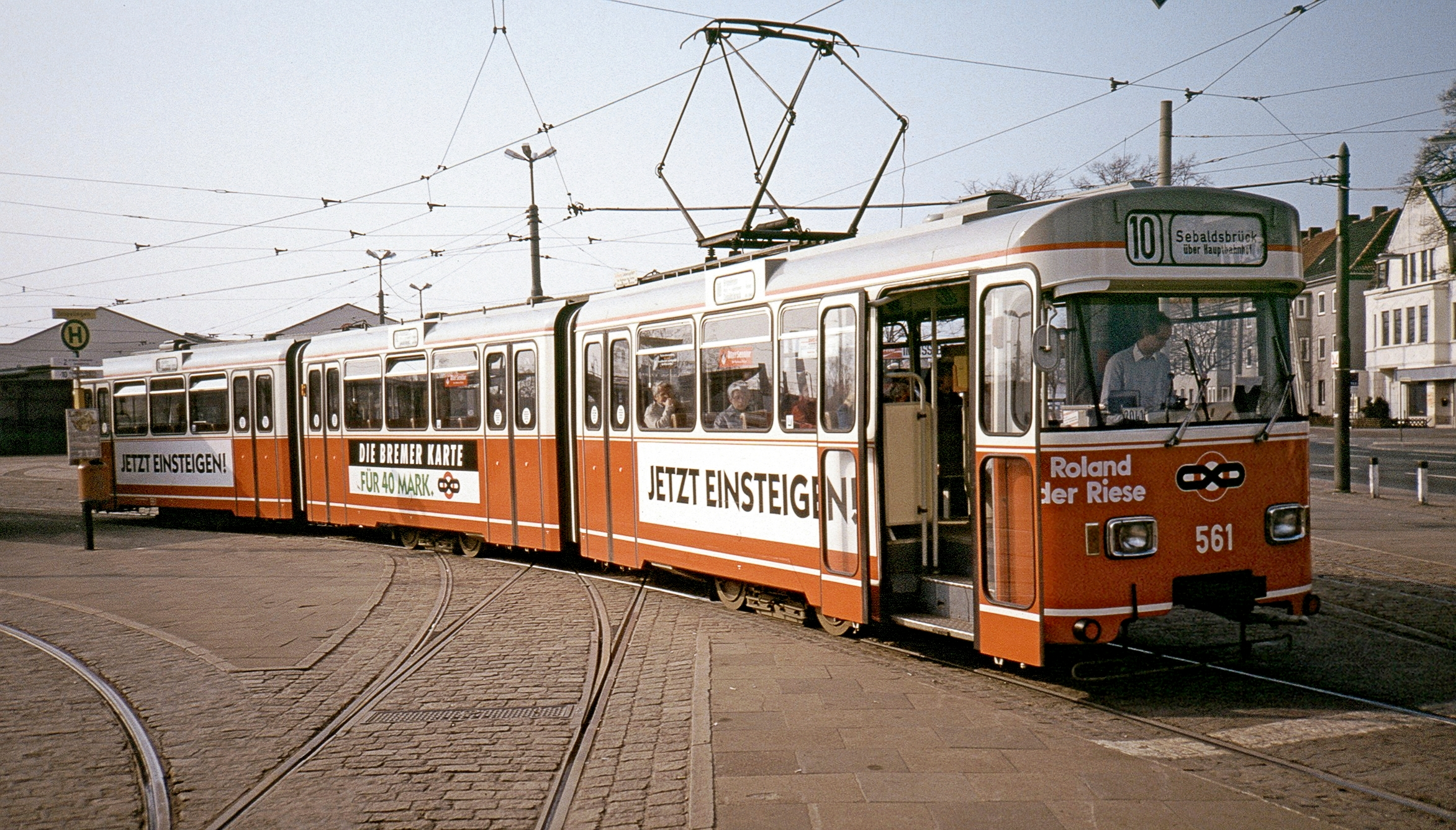
GT6 561 "Roland der Riese" bij de eindhalte Gröpelingen (1987)

Twee van de Wegmann-GT4 trams werden in 1986 (wagen 561) en in 1989 (wagen 560) door het toevoegen van een middelste bak met eveneens een draaistel in het midden (bestaand uit de helft van bijwagen 758) tot de 28,4 meter lange GT6-tram omgebouwd, die vanaf 1992 de nummers 3561 en 3560 droegen. Dit type had twee 163 kW motoren en beide 67 zit- en 140 staplaatsen. Tot 1999 waren ze in dienst. Wagen 3560 werd in april 2005 gesloopt, wagen 3561 werd als "Partitour" omgebouwd.

#### Lagevloer prototype GT6N

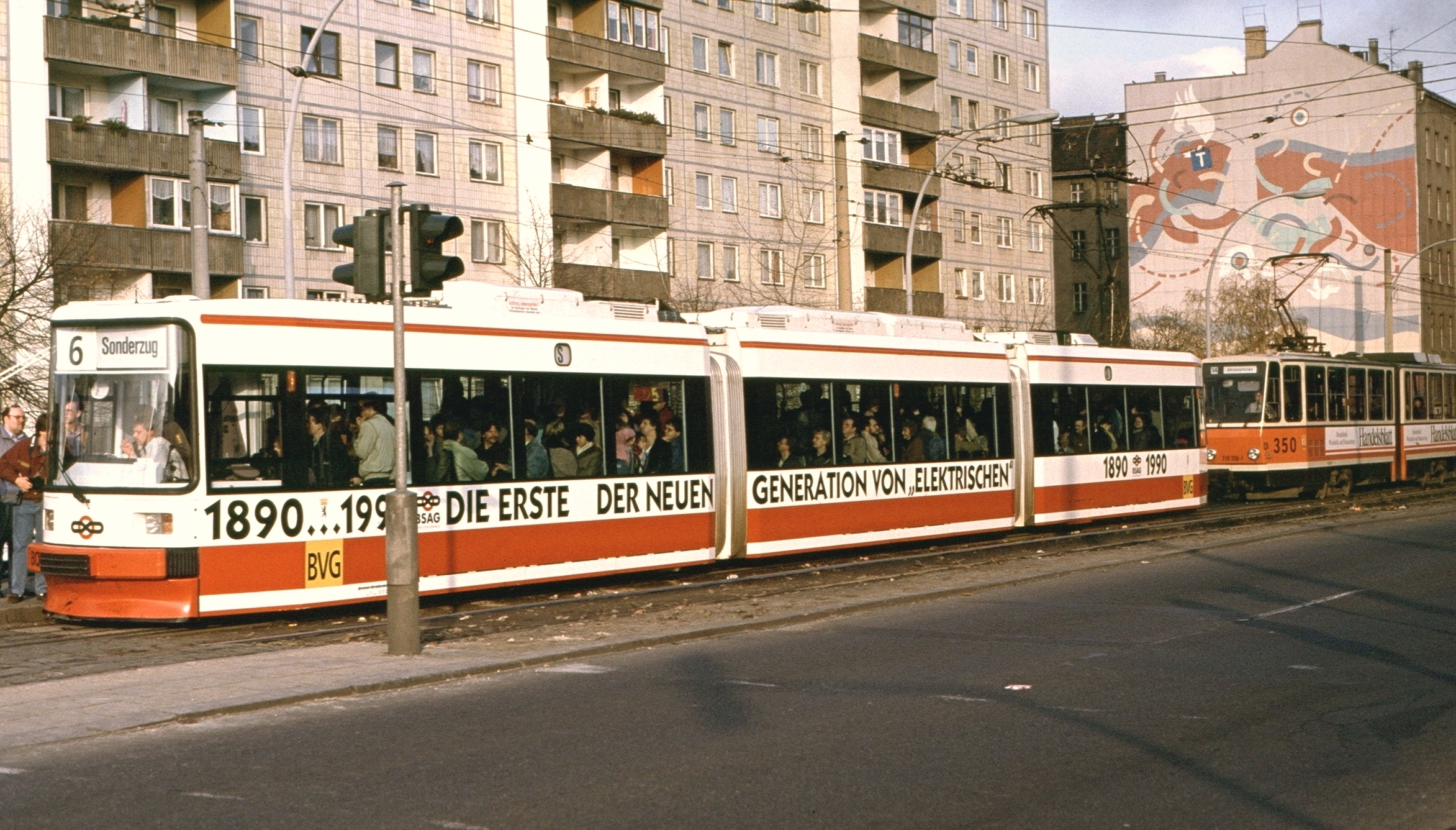
GT6N 801 als demonstratietram in Berlijn, Landsberger Allee (1991)

In de jaren '90 waren de oude Hansa korte geledetrams uit de jaren '60 aan vervangen toe. Nadat de BSAG al bij de bussen lagevloermaterieel had aangeschaft, zouden ook de toekomstige trams een lagevloer instap hebben. Zo werd in 1989 door de BSAG een prototype gepresenteerd. Deze driedelige, zesassige geledetram van het type GT6N was de eerste tram die een complete lagevloer had. De constructie is gebaseerd op een omgebouwde driegelige hogevloertram van Wegmann.
In november 1991 verbleef de wagen voor demonstraties in Berlijn, waarop een bestelling volgde van 150 trams van dit type. Het prototype werd in 1999 aan de tram van Norrköping in Zweden gegeven voor de lijndiensten en kwam in 2011 weer terug in het Straßenbahnmuseum Bremen.

### Speciale trams

#### Partitour (Partybahn)

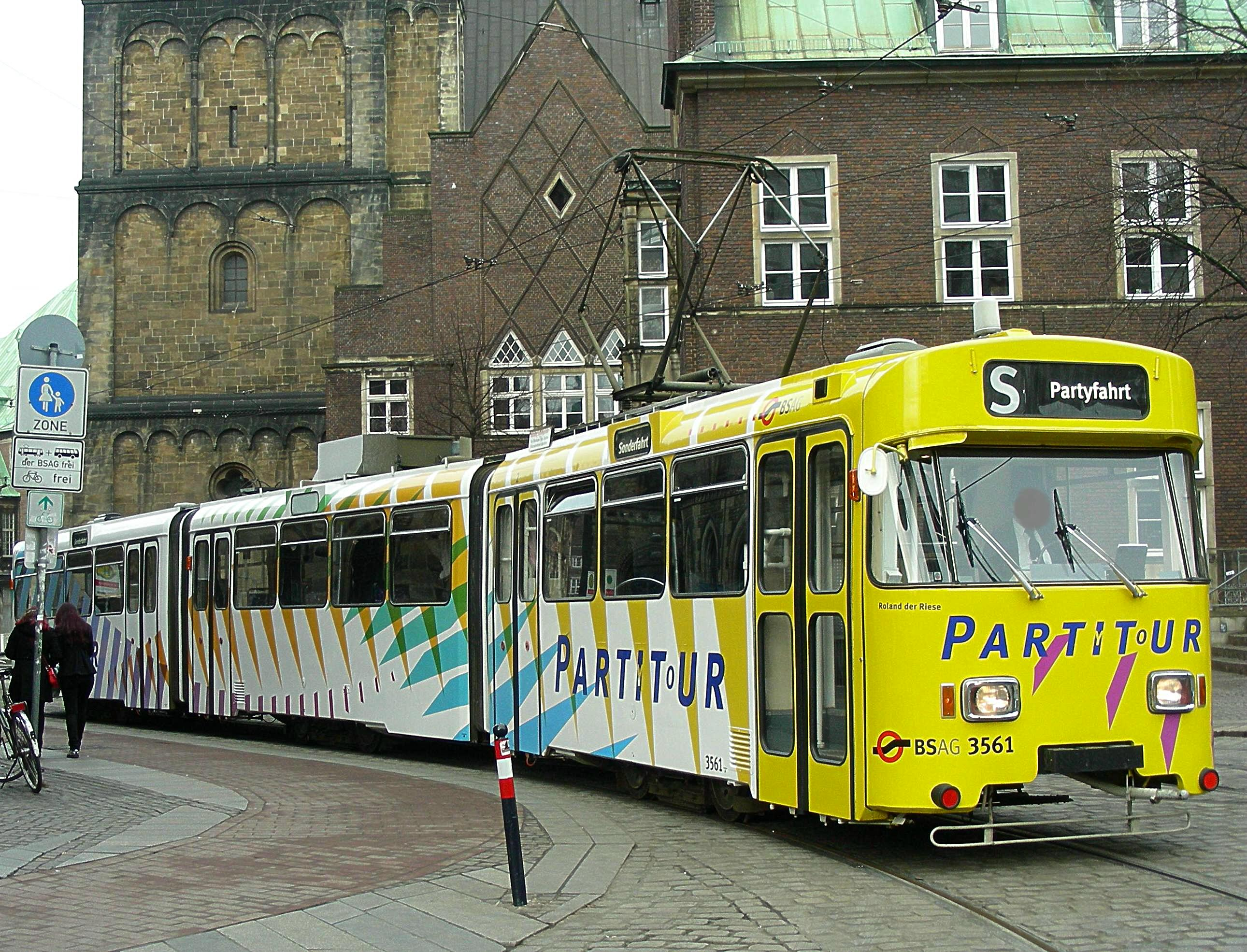
Partytram 3561 bij de Domsheide (2009)

In 1977 werd voor het eerst een tram tot Partytram omgebouwd. Het was de GT3-tram 846 (oorspronkelijk 917), die de sloop ontsnapten en later als museumtram gerestaureerd werd. Vanaf 1980 nam de GT4c-tram 442 de dienst over, ook deze wagen is nog voorhanden. Sinds 2004 is het de wagen 3561, in 1976 als GT4 gebouwd en in 1986 tot driedelige, zesassige motorwagen GT6 omgebouwd, onder de naam "PartiTour" als party- en cultuurtram in dienst.

#### Leswagen
Als leswagen worden er een omgebouwde motorwagen ingezet, die vroeger in de normale lijndienst reden. De motorwagen 402 van het type GT4a uit 1961 was van 1975 tot 2009 leswagen. Daarna werd de wagen terzijde gesteld. Momenteel worden de 3548 (sinds 2008) en de 3538 (sinds 2009) van het type GT4f uit 1977 als leswagen ingezet.

#### Spoorslijpwagen 3985

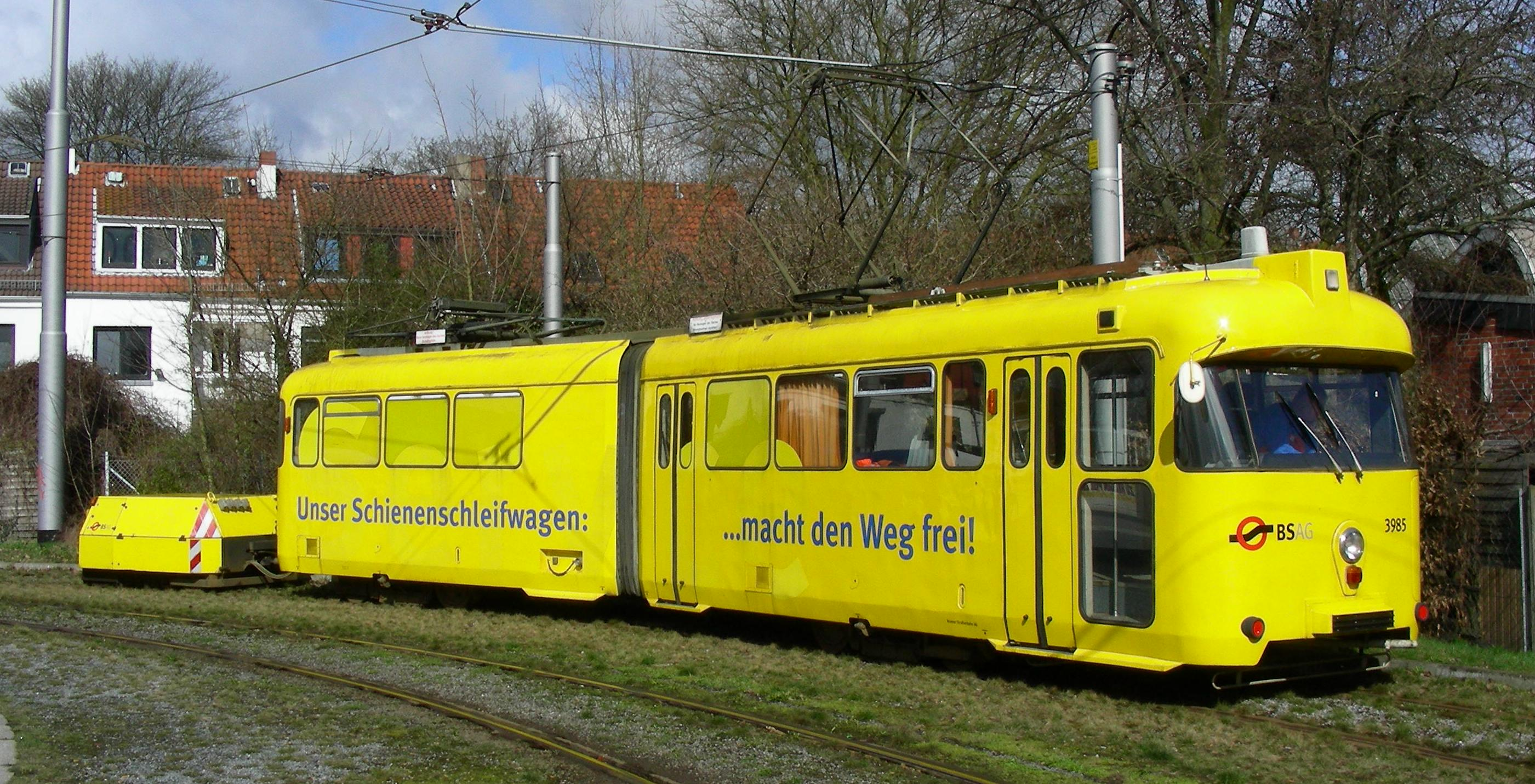
Spoorlijpwagen 3985 (2009)

Als spoorslijpwagen wordt de motorwagen van het type GT4c uit 1967 ingezet die in de lijndienst onder het nummer 3460 reed. In 1997 volgde de ombouw tot spoorlijpwagen en kreeg vervolgens het nummer 3985. Sinds de ombouw heeft de motorwagen een vastgekoppelde aanhanger van de firma Windhoff, waar de eigenlijke slijpinrichting zich bevindt. Daarnaast beschikt de wagen over een tweede stroomafnemer, die met een roller is uitgerust zodat het in de winter de bovenleiding kan bestrijken met een soort antivries tegen ijsvorming.

#### Hersporingswagen

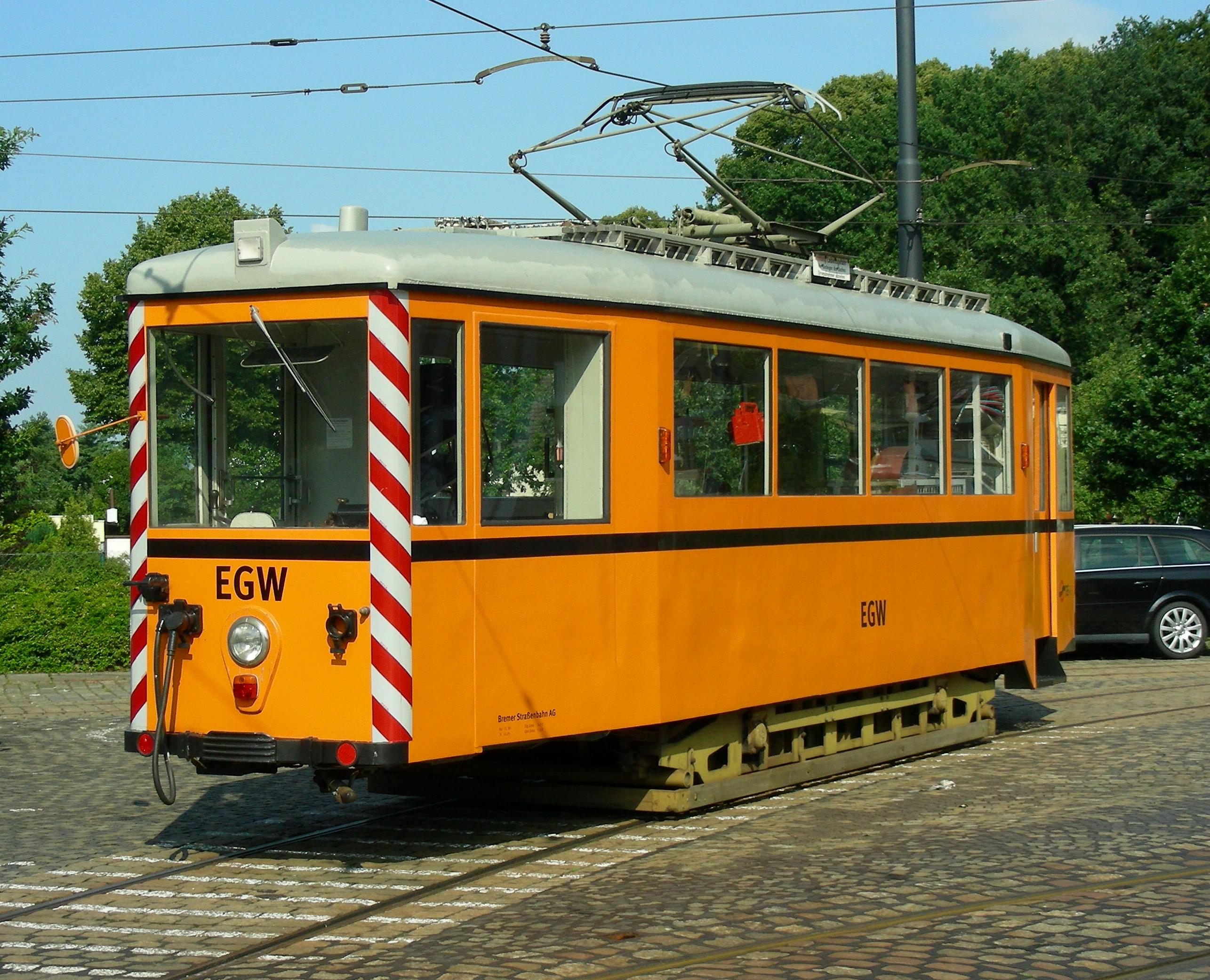
Hersporingswagen (2007)

De hersporingswagen EGW wordt ingezet wanneer een tram stil blijft staan of ontspoort. Voor dit doel heeft de wagen passende koppelingen voor de verschillende tramtypes en aangepaste remmen om ook bij het slepen op tijd stil te kunnen staan. Daarnaast bevinden zich hydraulische krikken en verdere werktuigen aan boord om een ontspoorde tram te hersporen. De wagen is gebouwd als tweeassige motorwagen 651 uit 1954 door de BSAG zelf. Deels werden hierbij onderdelen gebruikt uit vooroorlogs materieel, bijvoorbeeld de aandrijving. Voor de ombouw naar hersporingswagen was de wagen tot 1974 in gebruik in de lijndienst.

#### Werkwagens AT4 tot AT6
De drie werkwagens AT4, AT5 en AT6 ontstonden in de jaren 1980-1981 uit oude motorwagens van het type GT3. Als bijzonderheid heeft de wagen AT6 een speciale cabine op het dak om de juiste positie van de bovenleiding te controleren. De AT6 dient ook als motorwagen voor de spoormeetwagen GMW1. De wagens AT4 en AT5 hebben de speciale cabine niet.

#### Spoormeetwagen GMW1
De driedelige spoormeetwagen ontstond begin jaren '80 en is zelf gebouwd door de BSAG. Ook hierin werden onderdelen van ouder materieel in verwerkt. Dit materieel wordt gebruikt om de tramrails te meten en zo vroegtijdig schade te vinden. Tevens wordt de wagen ook door andere vervoerders geleend en ingezet; zo was bijvoorbeeld de wagen kort bij de Düsseldorfse Rheinbahn in dienst.